# Colonisation
Pour les articles homonymes, voir colonisation (biologie).
 (septembre 2019).
- Si vous ne connaissez pas le sujet, laissez ce bandeau (vous pouvez alors contacter les auteurs).
- Si vous supprimez le contenu mis en cause (vous pouvez préalablement contacter les auteurs),

argumentez précisément cette suppression dans la page de discussion
(un manque de référence n'est pas un argument ; une recherche réelle de référence doit avoir été effectuée, être formellement documentée).
 (avril 2010).
Si vous disposez d'ouvrages ou d'articles de référence ou si vous connaissez des sites web de qualité traitant du thème abordé ici, merci de compléter l'article en donnant les références utiles à sa vérifiabilité et en les liant à la section « Notes et références ».

Carte mondiale animée montrant l'émergence des empires coloniaux européens après une première vague de colonisation entre les puis une seconde vague à partir du XIXe siècle qui voit les puissances impérialistes du « Nord » affirmer leur domination sur les pays du « Sud » pour répondre aux besoins de la révolution industrielle en matières premières issues des mines et des plantations. Elle montre aussi la décolonisation de l'Amérique anglaise dans la seconde partie du XVIIIe siècle, la décolonisation de l'Amérique latine au XIXe siècle, la décolonisation de l'Afrique, de l'Asie et de l'Océanie essentiellement après la Seconde Guerre mondiale.

La colonisation, appelée aussi expansion coloniale ou expansion territoriale, est l'occupation d'un espace, une terre étrangère (couramment après une phase de conquête territoriale), sa mise en culture pour en exploiter les richesses naturelles et humaines, et l'installation de colons. La colonisation a revêtu des formes très différentes selon le colonisateur et le colonisé.
La colonisation se caractérise ainsi par des flux migratoires se déroulant sous la forme d'une migration et d'un peuplement plus ou moins rapide d'un territoire. Lorsqu'elle est menée par un État, la colonisation peut avoir pour but l'exploitation d'avantages réels ou supposés (matière première, main-d'œuvre, position stratégique, espace vital, etc.) d'un territoire au profit de sa métropole, notamment à travers la taxation des colons ou l'implantation de sociétés exploitant les ressources naturelles ou humaines déjà présentes. Dans ses formes les plus extrêmes, la colonisation peut être précédée d'une invasion brutale et s'accompagner d'une marginalisation, d'une réduction, de massacres ou d'un génocide des populations autochtones.
En pratique, les processus de colonisation ont pu être de caractère économique, politique, militaire ou culturel, ou se manifester d'autres manières, que ce soit pacifiquement ou par la violence. Des situations coloniales dans des époques différentes et des lieux distincts ont quelquefois des points communs remarquables ; ainsi « on a parfois comparé – non sans raison – le système colonial britannique à celui de Carthage et le système colonial français à celui de Rome ».
Le processus de colonisation se différencie :
- d’une simple occupation militaire d’un territoire, car elle revendique plus ou moins ouvertement des intérêts ou des projets de nature économique, politique, idéologique ou religieuse ;
- d'une annexion pure et simple car, si la colonisation se caractérise par l'envoi massif (colonie de peuplement) ou non (comptoir, protectorat…) de colons issus du pays colonisateur afin de gérer la colonie, il en résulte l'instauration d'une différenciation entre le citoyen et le colonisé (différence de traitement, de droits ou de statut juridique octroyé au colonisé, en défaveur de ce dernier) ;
- de l'immigration ordinaire, laquelle ne découle pas systématiquement d'un processus politique, qu'elle s'accompagne ou non de zones où l'autochtone n'est plus admis ;
- de la logique de domination (du latin « dominus »)[4], qui relève de l'impérialisme, c'est-à-dire la volonté politique d'exercer — au nom de ses intérêts propres — une domination politique sur un territoire étranger et d'en assujettir ses habitants.

Les arguments avancés par les colonisateurs pour motiver la colonisation sont souvent le « développement de la civilisation » ou la « mission civilisatrice ». Ceci conduit à la création d'infrastructures, qui restent en place après la fin de la colonisation, l'exploitation d'un espace géographique, la mise sous tutelle et suivant le cas la domination économique, politique, culturelle, voire religieuse.
L'époque romaine a conduit à l'établissement de colonies en Europe, dont certaines sont devenues de grandes villes comme Cologne ou Marseille. Par la suite de nombreux territoires ont été colonisés sur de nombreux continents jusqu'à ce que des processus d'indépendance, de décolonisation ou d'assimilation y mette fin. Il faut distinguer les colonies des protectorats, par exemple attribués par la SDN le temps de conduire une colonie d'un pays vaincu (Cameroun, colonie allemande, Syrie et Liban, colonies ottomanes) à l'autonomie.
La colonisation pose la question des relations entre les colonisateurs et les colonisés, et l'évolution des valeurs morales qui conduit aujourd'hui à avoir un regard critique sur ces faits passés, notamment dans des œuvres culturelles:
- la Controverse de Valladolid (1550-1551) donne un aperçu de la bonne conscience des colonisateurs espagnols persuadés de l'infériorité de la culture des peuplades américaines. Le dominicain Bartolomé de Las Casas aura fort à faire pour convaincre ceux qui justifient l'emploi de la force « qu'il ne saurait y avoir d'esclaves par nature, ni de gens sans liberté et pouvoirs, ni de peuples sans souveraineté »[5]. Sa vision aura pourtant gain de cause.
- le film La Victoire en chantant[6] (Oscar du meilleur film étranger 1977) retraduit l'absurdité de la transposition du conflit européen de 1914-18 dans une colonie africaine française.

Le colonialisme en tant que doctrine ou idéologie défend le processus de colonisation, en s'efforçant de légitimer des éléments qui ne vont pas de soi : occupation de territoires voire d'un État, domination politique, exploitation économique des colons par leur État d'origine ou des intérêts étrangers. Il crée les conditions favorables à des politiques expansionnistes d'occupation, avec l’établissement d’une ou plusieurs colonies et la mise sous influence étrangère d'autres territoires qui seront contraints d'accepter des liens de dépendance.
Depuis le XIXe siècle, le terme de « colonisation » est utilisé en biogéographie pour décrire la propagation de tout être vivant dans de nouveaux habitats, y compris les animaux, les plantes, et les micro-organismes.

## Aspect historique
Toujours, les peuples ont été amenés à envoyer (ou laisser partir) des fractions notables de leur groupe s'établir loin de leur patrie, sans pour autant rompre totalement les liens originels ni se fondre dans une autre civilisation (la problématique étant alors celle de l'immigration). Les motifs peuvent être :
- conflit interne (motifs politiques et juridiques) : un groupe est banni, ou préfère fuir sa patrie, à la suite d'un conflit civil ou un crime (exemple : fondation de Carthage par Didon et ses partisans ; dans une certaine mesure, colonisation de l’Amérique du Nord par des ressortissants britanniques et colonisation française en Algérie) ;
- contrôle d'un emplacement stratégique sur le plan militaire et économique (exemples : colonisation romaine, colonisation portugaise) ;
- problème économique voire alimentaire, lorsque la contrée ne nourrit plus la population (à cause de la croissance démographique ou inversement d'une réduction de la production).

De plus, ces motifs peuvent se combiner.

### Antiquité méditerranéenne

#### La colonisation grecque
Des peuples de navigateurs comme les Grecs, pratiquent une forme de colonisation souvent motivée par des dissensions internes ou le risque de famine (stenochoria : étroitesse des terres) autant que par le désir de créer un relais commercial ou un empire (Voir colonisations grecques). Certains groupes, qui ont pu s'intégrer à des cités préexistantes, n'ont pas laissé de traces ; en revanche, de nouvelles cités importantes ont ainsi été fondées : Tarente, Marseille, Syracuse, etc. ; ces colonies prospères ont pu à leur tour fonder de nouvelles colonies[réf. nécessaire]. Quand il ne s'agit pas non plus de situation fortuite où après avoir échoué dans leur navigation parfois hésitante, les navigateurs se trouvent contraints en ayant perdu leur véhicule à s'installer ; du moins, c'est ce que la trame narrative des Nauprestides nous rappelle dans les différents mythes gréco-romains.

#### La colonisation phénicienne
Les Phéniciens fondent Carthage et d'autres comptoirs sur le pourtour de la Méditerranée et sur ses îles. Hannon le Navigateur explora la côte occidentale de l'Afrique vers le VIe siècle av. J.-C.
D'après l'abbé Brasseur de Bourbourg, Carthage aurait envoyé des colons de l'autre côté de l'océan Atlantique : aucune découverte archéologique n'est venue étayer cette théorie.

#### La colonisation romaine
La Rome antique pratique également la colonisation, mais avec une méthode significativement différente : de nombreuses villes européennes (telle Cologne) ont pris leur essor à partir d'un camp militaire érigé en « colonie romaine », après l'établissement définitif des légionnaires dans la ville. Ces derniers conservaient toutefois leur statut de « Romains ». Ces villes n'ont jamais acquis le même type d'indépendance politique à l'égard de Rome que les colonies grecques ou phéniciennes : la façon dont Rome gérait les statuts des personnes et en particulier la citoyenneté romaine qui présentait tant d'avantages, la présence militaire romaine, et les flux économiques, n'incitaient pas à l'indépendance[réf. nécessaire].
L'Empire romain étendit progressivement la citoyenneté romaine à certaines de ses provinces, jusqu'à ce que l'édit de Caracalla ait attribué, en 212, cette citoyenneté à tous les hommes et femmes libres de l'Empire. Ce processus d'assimilation a permis à un Carthaginois de Syrta Magna, Septime Sévère, de devenir empereur à Rome (Voir colonie romaine pour la Rome antique).

### Époque médiévale

#### La colonisation arabo-musulmane
En Asie occidentale, pendant le règne de l’empire sassanide, les Perses établissent des colonies au Yémen et à Oman tandis que les Arabes vont en Afrique du Nord, en Mésopotamie et au Levant,.

#### La colonisation ottomane (turque)
Originaires d'Asie centrale (comme les autres populations turcophones), les turcs sont arrivés au Moyen-Orient puis en Anatolie durant le XIe siècle. C'est le début de l'époque de la dynastie seldjoukide. Sous la dynastie ottomane, les turcs étendent leur territoire par la conquête, qui s'accompagne de réductions en esclavage. 

#### Les colonies viking
Vers le Nord, les Vikings établissent des colonies en Islande, au Groenland, avec des poussées jusqu'en Amérique (voir par exemple le Vinland).
Vers le Sud et l'Est, la colonisation des Vikings venus de Scandinavie se développe à des échelles et niveaux variables partout en Europe : en Angleterre, en Normandie, et jusqu'en Sicile, puis en Terre sainte, pendant les Croisades. Pourtant ils n'établissent pas à proprement parler de système colonial, puisque les nouvelles colonies ne rendent pas de comptes à une cité, un royaume ou une nation-mère. Autour de l'an 800, ils se mettent à commercer et à piller, leurs principales cibles étant les églises, que ce soit en Gaule ou dans la future Russie. Ils s'enfoncent avec leurs bateaux profondément à l'intérieur des terres par les grands fleuves et sèment la terreur dans les pays chrétiens[réf. nécessaire], au point que l'Église institue une prière spéciale. Ils font plusieurs fois le siège de Paris, dont les populations s'étaient repliées dans l'Île de la Cité. Leurs expéditions sont périodiques. Entre celles-ci ils s'adonnent en famille à l'agriculture dans leurs pays de départ. Puis ils commencent à établir différents comptoirs commerciaux sur les lieux de leurs « commerces », tel Novgorod au nord du lac Ilmen dans la future Russie, ou sur l'île de Man entre l'Angleterre et l'Irlande[réf. nécessaire].
- La colonie viking de Normandie

Enfin l'un de leurs chefs, Rollon, obtient la cession en duché d'un territoire en bordure de la Manche incluant l'embouchure de la Seine, en s'engageant d'une part à reconnaître le roi de France pour suzerain, et d'autre part à bloquer, de là, d’éventuelles incursions d'autres Vikings vers le cœur de la Gaule. Il y installe ses hommes et ses alliés, et ce territoire qui prend dès lors le nom de Normandie, ou pays des hommes du Nord, devient rapidement l'un des mieux organisés du royaume carolingien[réf. nécessaire]. Les immigrants normands y adoptent le parler des Francs, la police y est particulièrement stricte, et la coupure entre cultivateurs et chevaliers, y fut beaucoup moins stricte, car les guerriers scandinaves ne trouvent pas malséant à la différence de leurs homologues gaulois, de s'adonner eux-mêmes à la culture, entre deux expéditions. L'adoption rapide du christianisme par les Vikings fut un des facteurs facilitant l'intégration.
- La colonie de l'Islande

L'Islande est l'un des rares cas de colonisation qui, dans la période historique, s'est effectuée sur une terre sans peuplement initial, comme en témoignent les nombreuses sagas islandaises, véritable récit de la conquête et du partage de cette nouvelle terre islandaise.
- Les colonies viking au Groenland et au Vinland

Si la situation fut semblable lors de leur installation au Groenland, alors quasiment inhabité, il en fut tout autrement en Amérique du Nord (Vinland)[réf. nécessaire] où les conquérants vikings furent confrontés à la présence des indiens. Néanmoins, l'échec de la colonisation fut principalement dû aux difficiles conditions d'établissement dans ces régions aux conditions climatiques extrêmes. D'après Jared Diamond, l'erreur principale des colons a été de déboiser. L'Islande, jadis couverte à son quart de forêts, mais déboisées presque entièrement pour des besoins divers est un exemple frappant de l'exploitation forestière des colons scandinaves.
- La colonie viking de Russie

La future Russie à l'époque des invasions nordiques est un pays de paysans slaves parfois dominés par des peuples semi-nomades tels les Khazars, venu des steppes de Sibérie avec les Huns, et installés au nord du Caucase et de la mer Noire, entre l'Europe centrale et l'Oural. Conformément au processus classique de domination, ils protègent les peuples qui leur étaient soumis, exigeant en contrepartie le versement périodique d'un tribut. Leur protection s'exerce contre les Varègues, nom donné aux Vikings exerçant dans cette région, qui portaient aussi le nom de « Russ », et au sud contre les Arabes qui tentaient de contourner la Caspienne, pour prendre Byzance à revers.
Les "Russ" étaient déjà bien présents dans la région quand l'un d'eux, Rurik, s'empara de Novgorod puis de Kiev[réf. nécessaire], jusqu'alors tributaire des Khazars, et y établit la Principauté de Kiev, puissance dominante en Russie d'Europe jusqu'aux invasions mongoles au XIIe siècle.

#### Les colonies issues des royaumes européens
- Les croisades

Elles peuvent aujourd'hui être réinterprétées en termes de colonisation. Cependant, la Terre sainte des juifs, chrétiens et musulmans était sous contrôle de ces derniers. De plus, la croisade avait été prêchée en Occident à la suite de la prise de Nicée par les Turcs. Les croisades apparaissaient donc aux chrétiens d'Occident comme des guerres défensives et de libération, même si les Croisés de Pierre l'Ermite et de Richard Cœur de Lion ont pu souvent disqualifier leurs entreprises en se comportant avec cruauté, non seulement à l'égard des Turcs, mais également des Arabes musulmans, ainsi que de Juifs désarmés qui furent massacrés, en Allemagne comme à Jérusalem.
- Les Canaries

En 1402, la colonisation des Canaries pour le compte des Castillans commence avec Jean de Béthencourt. Ensuite, les Castillans et les Portugais se disputent les Canaries qui seront finalement attribuées à l'Espagne en 1479.
- Les Açores

Les Açores commencent à être colonisées pour le compte des Portugais par des familles flamandes dès le milieu du XVe siècle.
- La poussée allemande vers l'Est

Le Drang nach Osten était un mouvement colonial germanique qui se traduit par un mouvement de colons allemands chrétiens vers des terres slaves et souvent païennes. Les chevaliers de l'Ordre Teutonique, créé lors des Croisades, un état teutonique dans les Pays baltes, évangélisant ces régions païennes avec une extrême brutalité. Ces moines-soldats ont permis l'installation de colons allemands dans ce qui deviendra plus tard la Prusse. Un peuplement germanique s'est répandu plus pacifiquement dans plusieurs régions de l'Europe centrale, avec l'installation sporadique de paysans, de marchands et d'artisans jusqu'au XVIIIe siècle, notamment dans le cadre de l'Empire autrichien.

### La colonisation chinoise

#### La conquête du Yunnan
Après la conquête du royaume de Dian par les Mongols, les dynasties chinoises de culture Han se lancent à leur tour à la conquête de la région du Yunnan constituée essentiellement de populations Bai et Yi.

#### La flotte de Zheng He
Au XVe siècle, l'Empereur Yongle, le troisième de la dynastie Ming désire étendre les limites de l'empire. L'amiral eunuque Zheng He est chargé de conduire une flotte de 70 vaisseaux et d'environ 30 000 hommes vers les mers du sud, afin d'entreprendre de nouvelles relations commerciales avec des royaumes lointains. La puissance de la flotte avait sans aucun doute pour but d'impressionner ces lointains royaumes en vue d'un expansionnisme commercial. Mais le nouvel empereur Hongxi ne soutint pas ces expéditions et l'expérience tourna court.

### L’Époque contemporaine

#### Dans le monde

Évolution des empires coloniaux depuis 1492
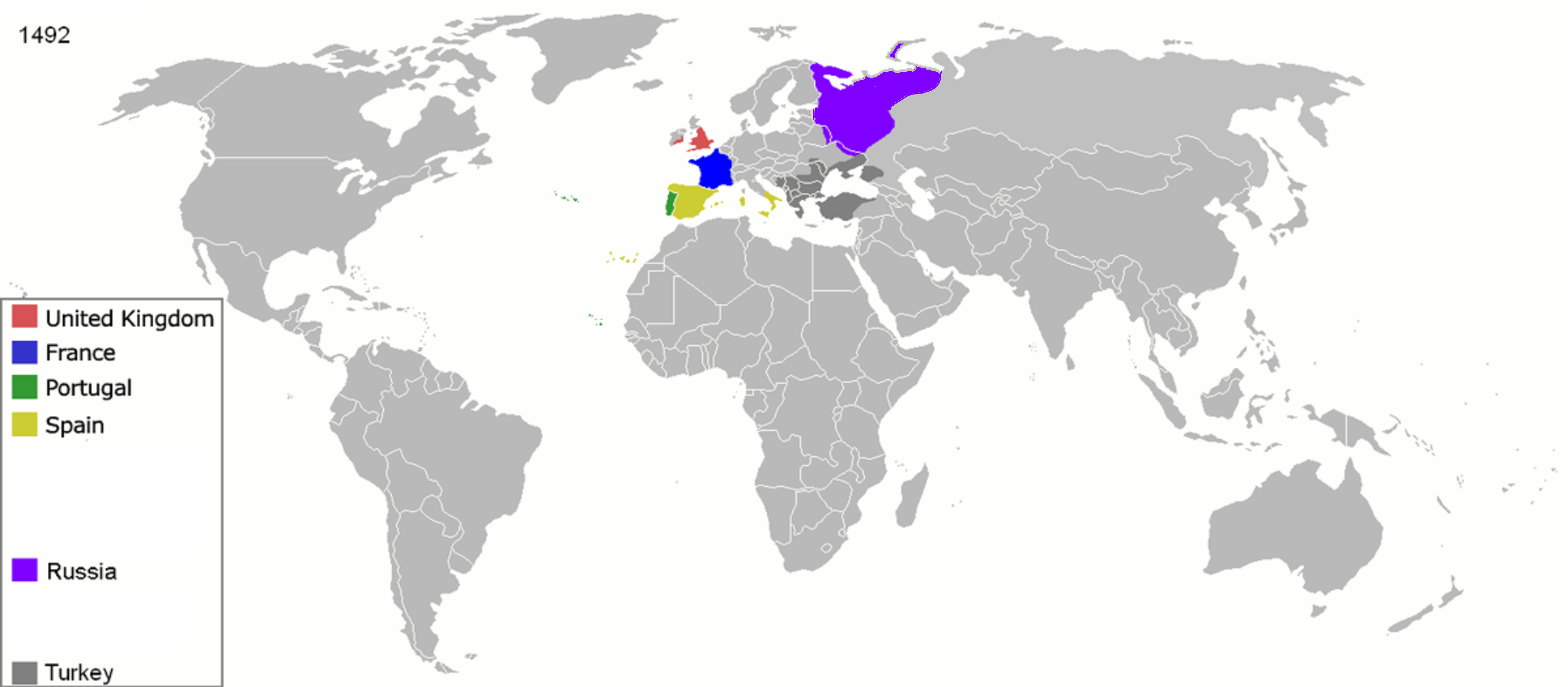
Empires coloniaux occidentaux en 1492.
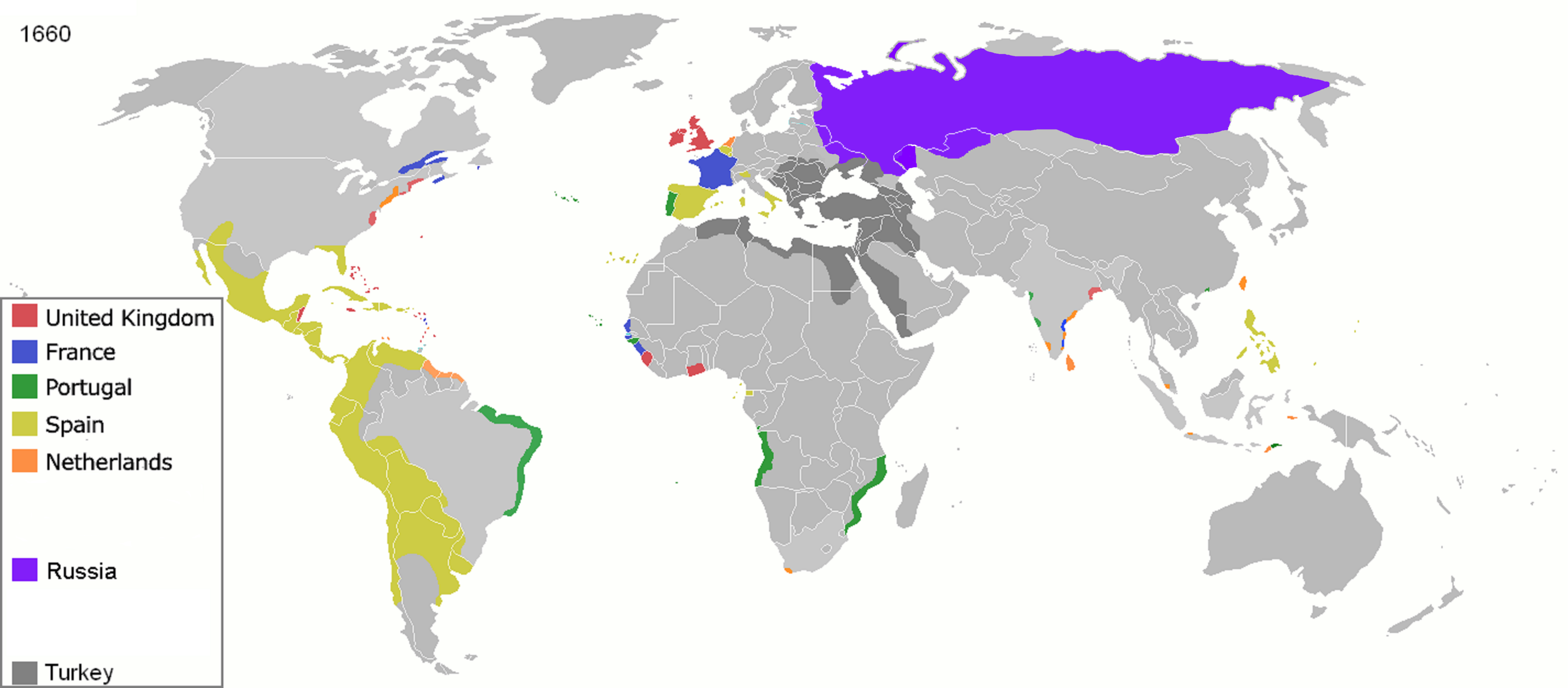
Empires coloniaux occidentaux en 1660.
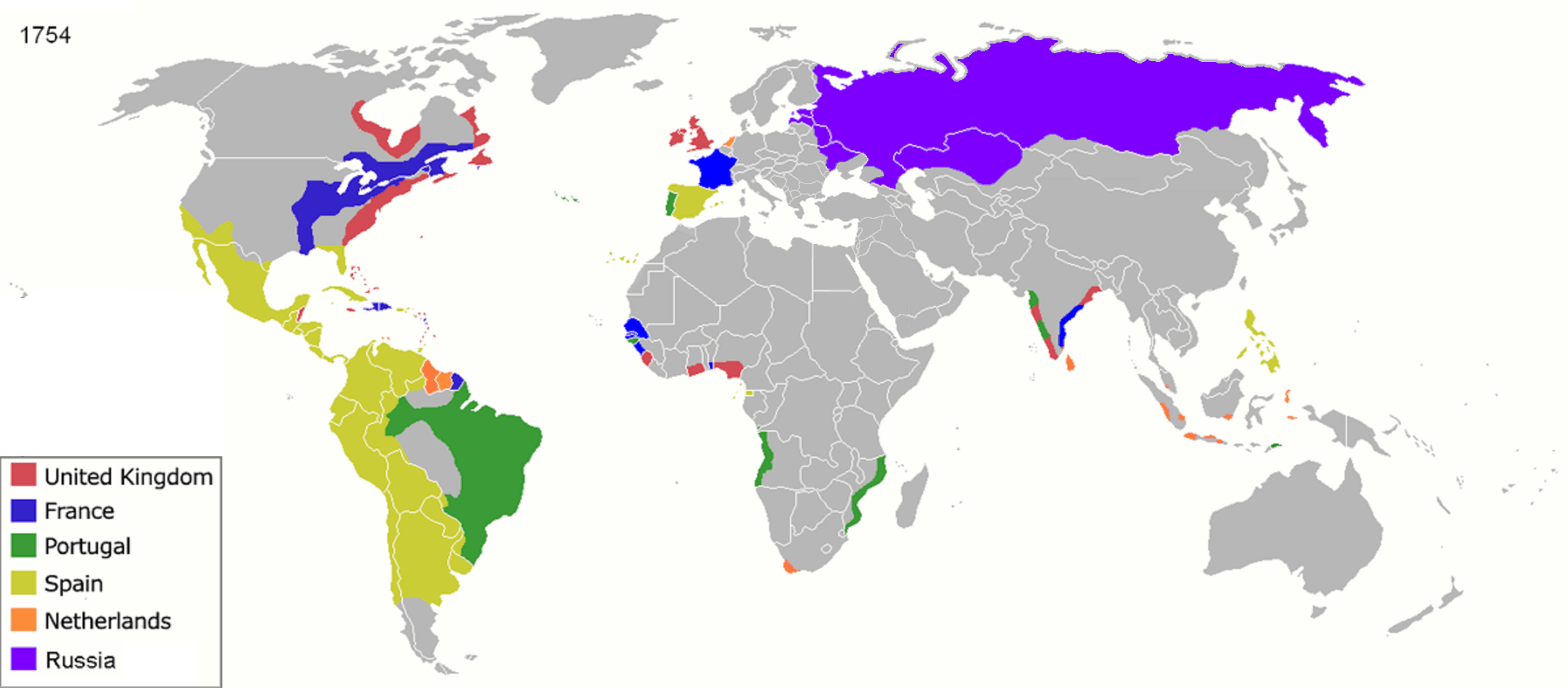
Empires coloniaux occidentaux en 1754.
Empires coloniaux occidentaux en 1800.
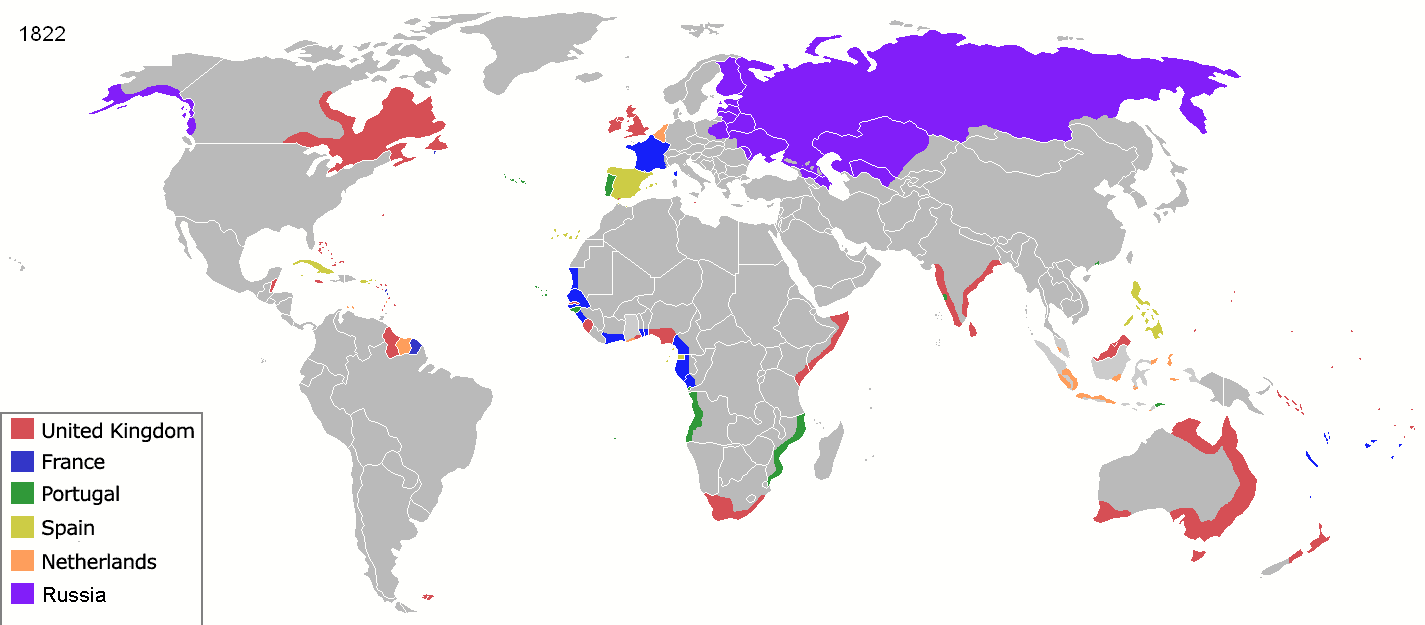
Empires coloniaux occidentaux en 1822.
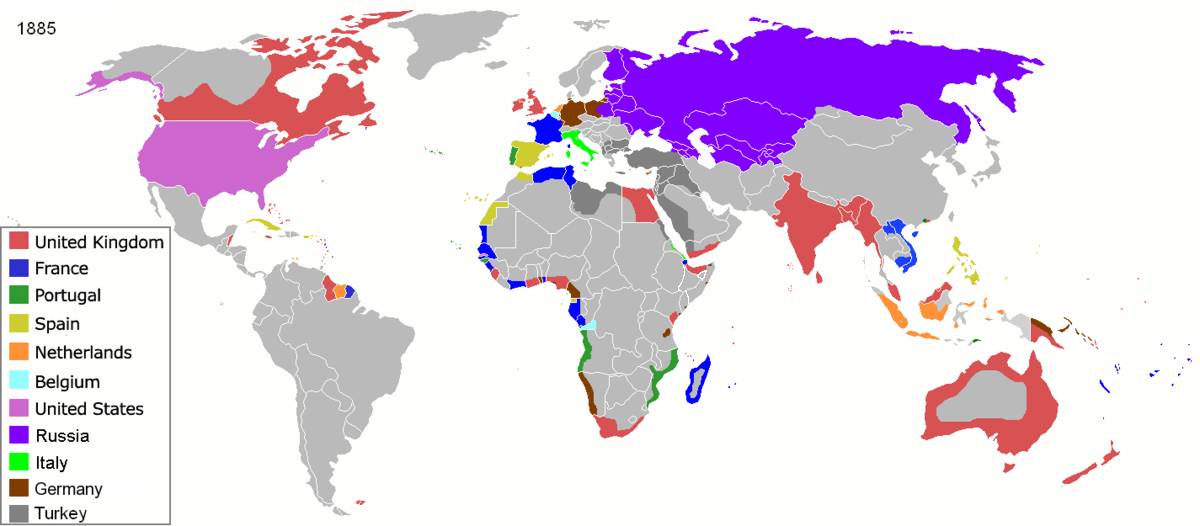
Empires coloniaux occidentaux en 1885.
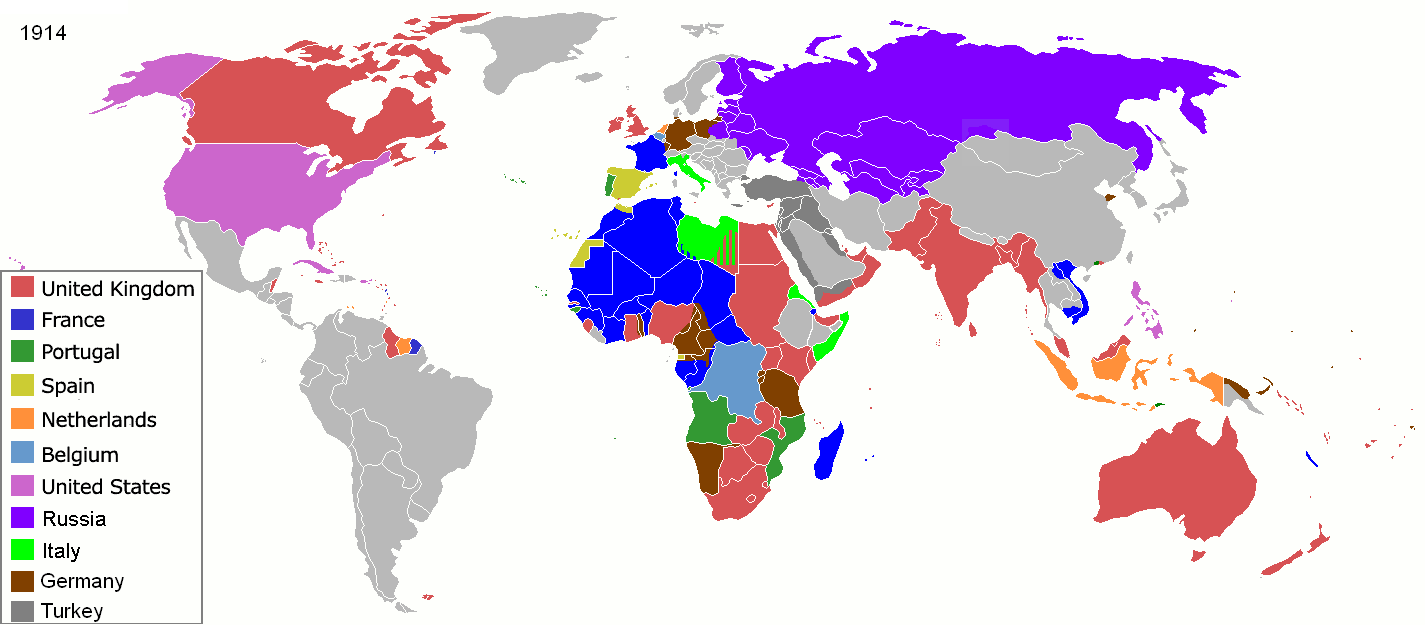
Empires coloniaux occidentaux en 1914.
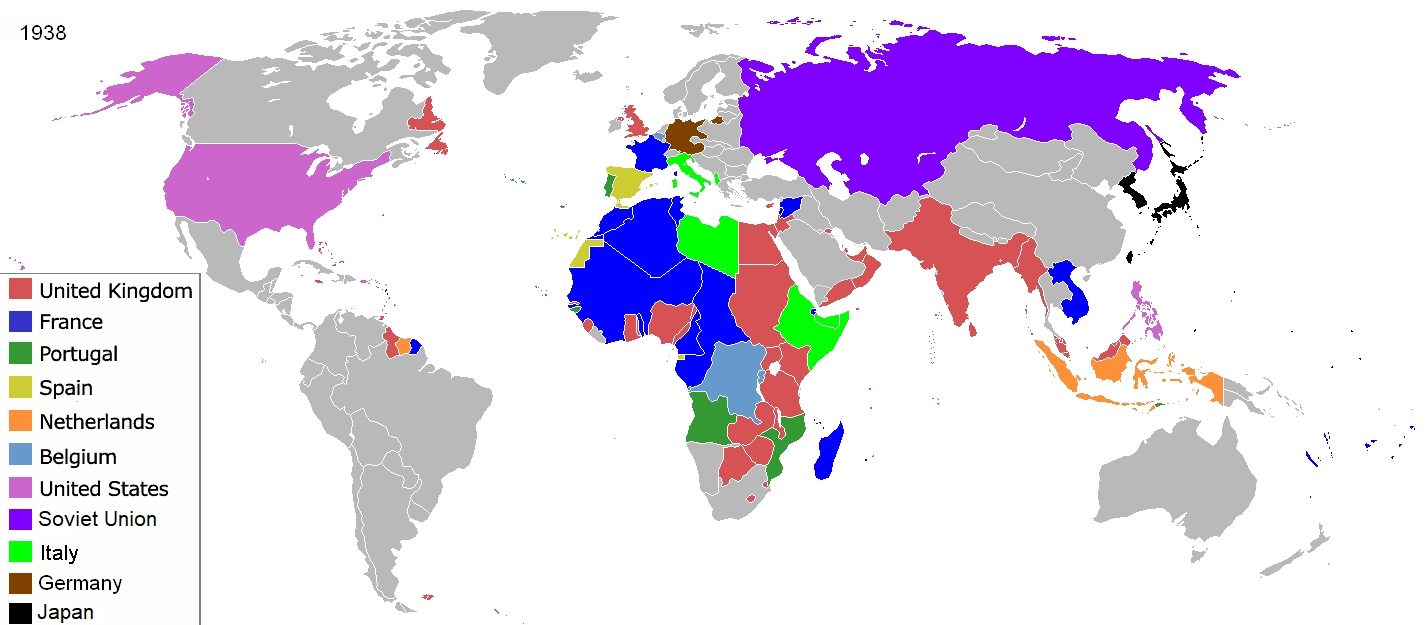
Empires coloniaux occidentaux en 1938.
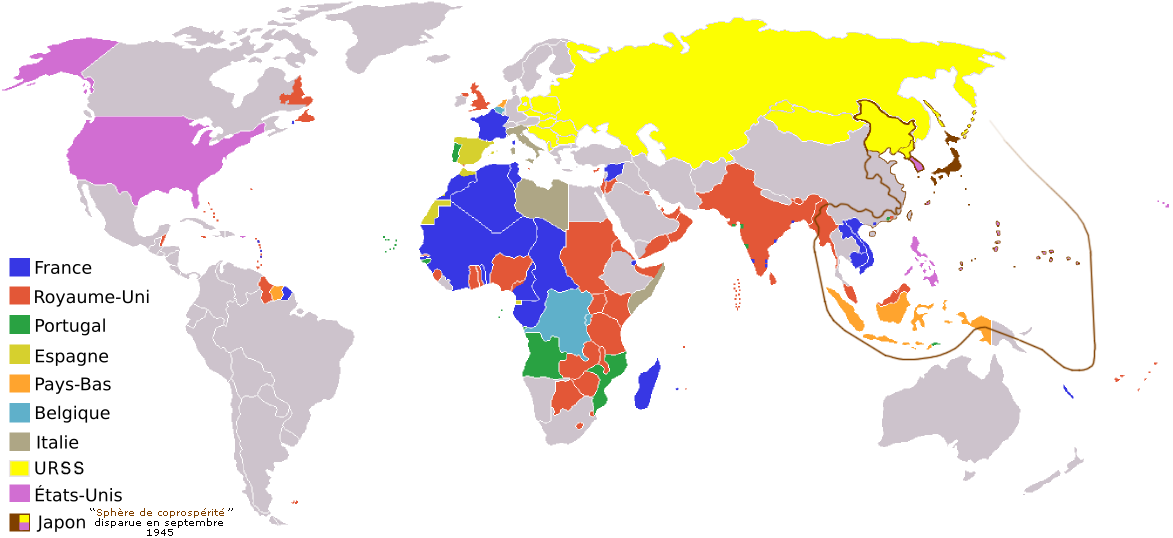
Empires coloniaux occidentaux en 1945.
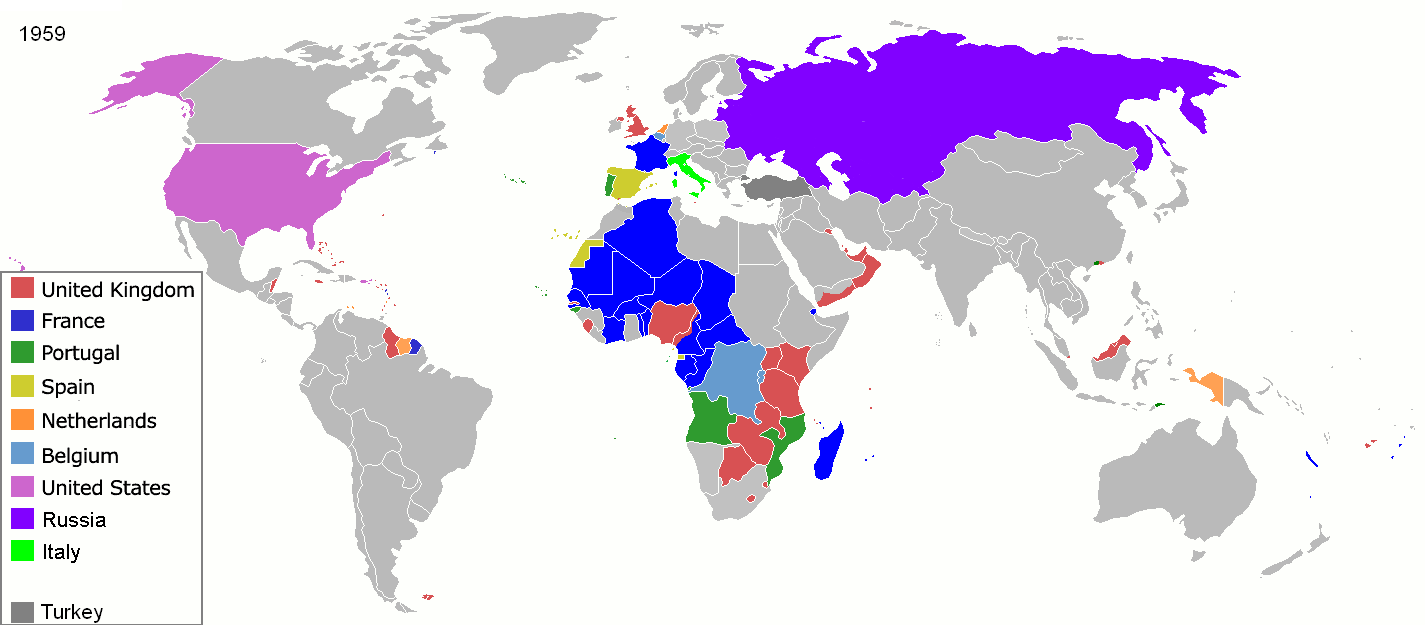
Empires coloniaux occidentaux en 1959.
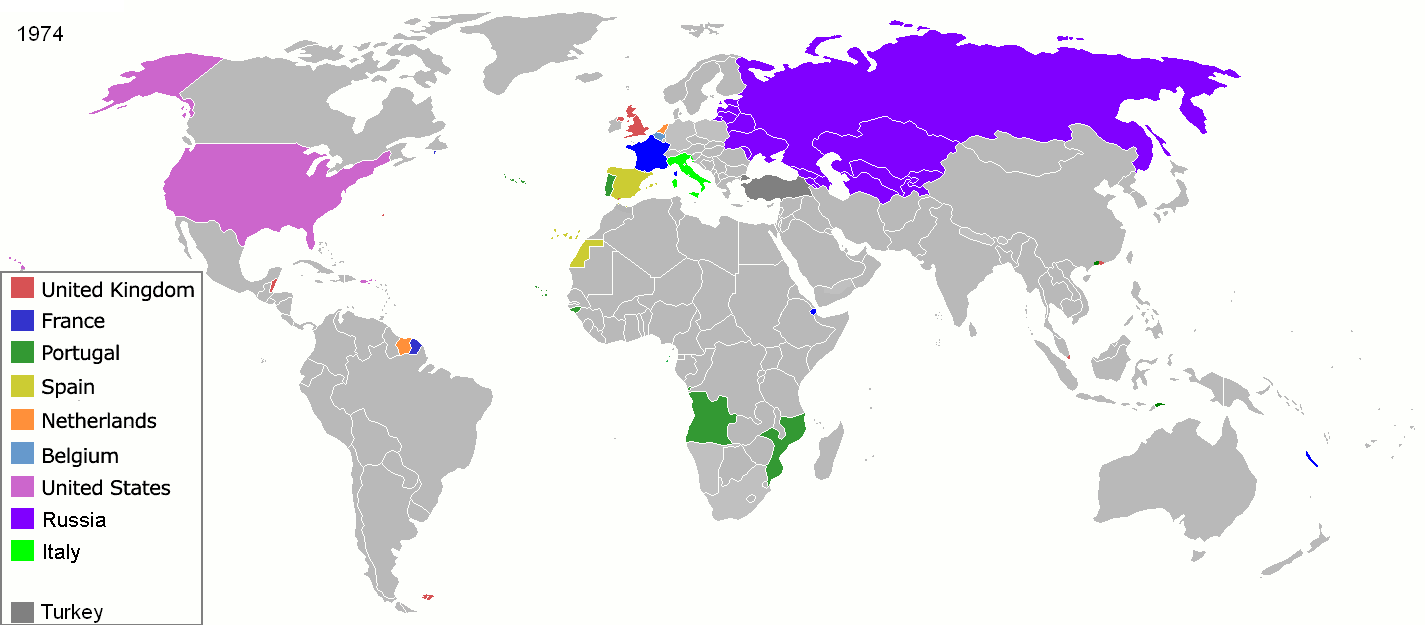
Empires coloniaux occidentaux en 1974.
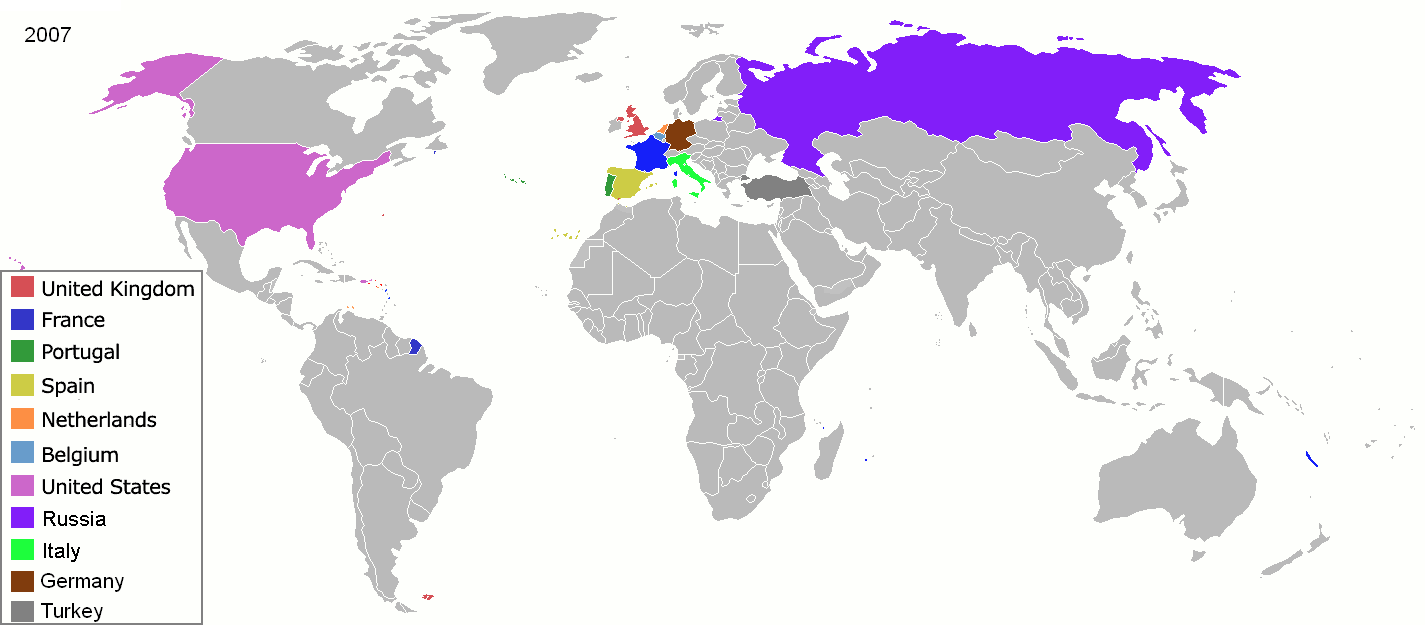
Vestiges des Empires coloniaux[pertinence contestée] en 2007.

À la suite du processus de décolonisation, à l'établissement d'un droit international à l'autodétermination des peuples et au phénomène de globalisation, les processus de colonisations qui ont été forcés de revêtir de nouvelles formes idéologiques sont souvent rassemblés sous la dénomination de néocolonialisme. Certains pays ou peuples ont été obligés d'accepter des coopérations ou d'entrer dans des organismes économiques ou politiques qui réduisent leur autonomie et leur autodétermination au profit de quelques anciennes puissances coloniales ou de nouvelles puissances économiques.
Cette forme de néocolonialisme se manifeste aussi plus récemment par le processus de « Land grabbing » par des sociétés privées étrangères.

#### En Amérique

Colonisation de l'Amérique du Sud.

Colonisation de l'Amérique centrale et des Antilles.

Colonisation de l'Amérique du Nord.

## Les causes de la colonisation

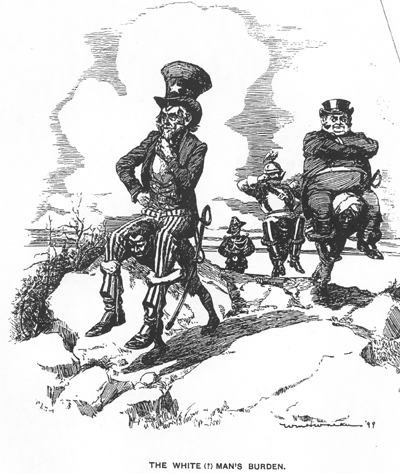
Le Fardeau de l'homme blanc — un portrait satirique.

La colonisation a subi un examen critique au cours des XIXe et XXe siècles, notamment à partir de la phase de décolonisation mondiale.
Depuis l'époque de Christophe Colomb, dans la bouche et l'esprit des colonisateurs européens, la colonisation s'est prévalue d'une volonté d'extension humaniste, d'abord du christianisme, puis d'une volonté civilisatrice. Cette conception, tout en se réclamant initialement de généreux sentiments dans un contexte où les "races inférieures" n'étaient pas considérées, a méconnu la culture des colonisés - en partant de la suprématie de la civilisation occidentale - et ce que l'on appelle postérieurement les droits de l'homme dans ces pays : voir l'article fardeau de l'Homme blanc (de Rudyard Kipling).
Dans sa lettre annonçant la découverte de l'Amérique écrite le 14 février 1493, Christophe Colomb évoquait déjà la question de l'évangélisation des Indios par la reine d'Espagne. Plus tard, dans les lois de Burgos de 1512, la couronne de Castille décrète, dans l'article 17, que les Indios d'Amérique doivent être dominés dans le système de l'encomienda afin d'être évangélisés.

### Les motivations idéologiques ou religieuses
Des idéologies ou corpus de croyances divers ont participé à l'émergence du colonialisme ou ont été utilisés pour le justifier.
- Les religions monothéistes : christianisme, islam, judaïsme, par leurs aspects prosélytes, ont voulu faire connaître le vrai Dieu à ceux qui ne pratiquaient pas le "bon culte".
- L'humanisme a pu prétendre vouloir partager des avancées avec les pays colonisés, le racisme a été utilisé pour dans certains cas prétendre à la supériorité d'un groupe sur l'autre.

Des notions de colonisation émancipatrice et de racisme philanthropique servent à justifier la colonisation où les colonisateurs se présentent comme les porteurs d'une philosophie.
L'étude visant à la déconstruction de l'orientalisme, effectuée dans le cadre des Études post-coloniales, notamment au travers de l'œuvre d'Edward W. Saïd, a émis l'hypothèse selon laquelle l'Occident s'était conçu culturellement un point de vue dominant sur un Orient plus conceptuel que réel, qu'il avait lui-même forgé. Ces idées appliquées au réel rencontré dans les colonies a justifié l'établissement des fonctionnaires de l'administration coloniale sur les indigènes assujettis. La théorie du choc des civilisations de Samuel Huntington approfondit cette distinction entre les « civilisations » de l'Occident chrétien, du monde islamique et de l'Extrême-Orient, mais ne considère plus que l'Occident doit tenter d'imposer ses valeurs, ses institutions et sa culture aux autres civilisations.
Certains auteurs remarquent que ces idées humanistes ont été sélectivement appliquées. C'est le cas par exemple de la laïcité pour les colonies françaises où, dès 1905, le culte est séparé de l'État en métropole : aucune colonie française ne bénéficia de la législation laïque métropolitaine.

#### Autres philosophies

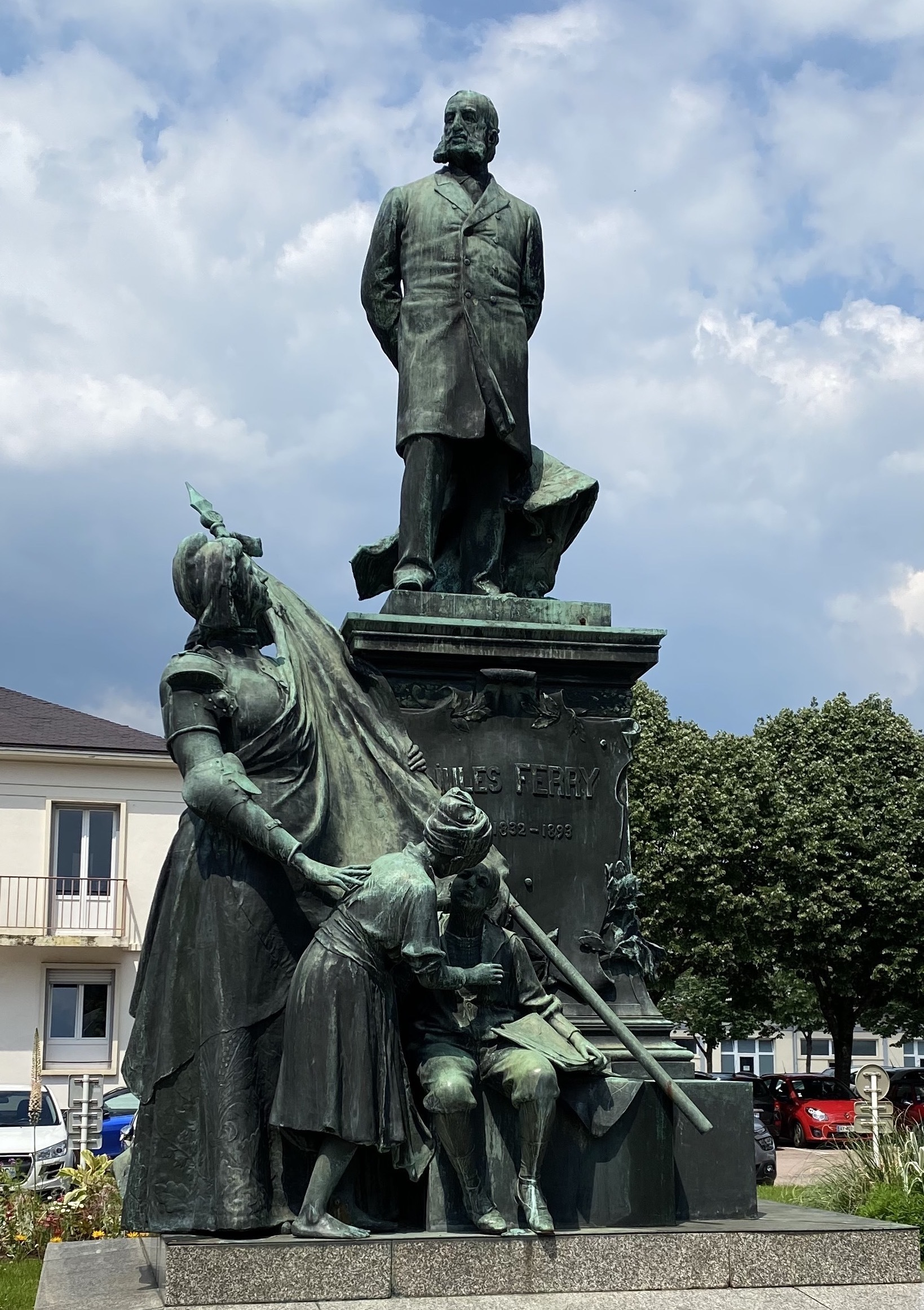
Le monument de Saint-Dié-des-Vosges (1896), dû au sculpteur Antonin Mercié, représente, devant le piédestal supportant la statue en pied de l'homme d'État, une Marianne symbolisant la République, un enfant annamite rappelant l'œuvre coloniale de Ferry, ainsi qu'un écolier qui évoque les lois scolaires des années 1880.

Un discours novateur de Georges Clemenceau, le 30 juillet 1885, résume et critique les aspects racistes et humanistes de la colonisation. Il est le témoin de l’émergence d'une opposition surtout humaniste et de gauche alors qu'« Être impérial et colonial dans les années 1930, c’est être un bon Français » et que les conservateurs initialement opposés louent l'apport économique des colonies. Ce discours est en rupture avec les idées de son temps, alors que le 18 juillet 1885, Jules Ferry défendait cette colonisation :

« […] on voit le gouvernement français exerçant son droit sur les races inférieures en allant guerroyer contre elles et les convertissant de force aux bienfaits de la civilisation. Races supérieures ! Races inférieures ! C'est bientôt dit. Pour ma part, j'en rabats singulièrement depuis que j'ai vu des savants allemands démontrer scientifiquement que la France devait être vaincue dans la guerre franco-allemande, parce que le Français est d'une race inférieure à l'Allemand. Depuis ce temps, je l'avoue, j'y regarde à deux fois avant de me retourner vers un homme et vers une civilisation et de prononcer : homme ou civilisation inférieure ! […]
C'est le génie de la race française que d'avoir généralisé la théorie du droit et de la justice, d'avoir compris que le problème de la civilisation était d'éliminer la violence des rapports des hommes entre eux dans une même société et de tendre à éliminer la violence, pour un avenir que nous ne connaissons pas, des rapports des nations entre elles. […] Regardez l'histoire de la conquête de ces peuples que vous dites barbares et vous y verrez la violence, tous les crimes déchaînés, l'oppression, le sang coulant à flots, le faible opprimé, tyrannisé par le vainqueur ! Voilà l'histoire de votre civilisation ! […] Combien de crimes atroces, effroyables ont été commis au nom de la justice et de la civilisation. Je ne dis rien des vices que l'Européen apporte avec lui : de l'alcool, de l'opium qu'il répand, qu'il impose s'il lui plaît. Et c'est un pareil système que vous essayez de justifier en France dans la patrie des droits de l'Homme !
Je ne comprends pas que nous n'ayons pas été unanimes ici à nous lever d'un seul bond pour protester violemment contre vos paroles. Non, il n'y a pas de droit des nations dites supérieures contre les nations inférieures. Il y a la lutte pour la vie qui est une nécessité fatale, qu'à mesure que nous nous élevons dans la civilisation nous devons contenir dans les limites de la justice et du droit. Mais n'essayons pas de revêtir la violence du nom hypocrite de civilisation. Ne parlons pas de droit, de devoir. La conquête que vous préconisez, c'est l'abus pur et simple de la force que donne la civilisation scientifique sur les civilisations rudimentaires pour s'approprier l'homme, le torturer, en extraire toute la force qui est en lui au profit du prétendu civilisateur. Ce n'est pas le droit, c'en est la négation. »

Le point de vue de Clemenceau à cette époque lui est propre, bien que Victor Hugo ait exprimé un souci voisin, mentionnant que comme le tutorat d'un mineur, la colonisation ne saurait se considérer que temporaire. Il pose la nécessité des européens de reprendre « ce bloc de sable et de cendres » en 1879.
Le débat sur la supériorité de la civilisation des Lumières ou sur les droits de l'homme, n'auront lieu que plus tard, après la Grande Guerre principalement. En 1885, la génétique n'existe pas encore, la statistique est embryonnaire, et la notion de race est l'objet de conjectures (Gobineau). Les lettrés constatent que les populations européennes ont atteint un degré de développement encore inconnu des autres.
Clemenceau, perspicace, comprend que ces théories servent de prétexte à justifier une politique propice au pillage qui va donc rapidement se montrer contraire aux Droits de l'Homme. Isolé à cet égard au sein de la gauche républicaine, il rejette le processus de colonisation, mais pour une raison bien différente du « Nous d'abord » caractérisant les positions de Thiers et d'une partie de la droite (Louis Calla, Edgar Raoul-Duval), et des motifs de morale chrétienne des monarchistes (Louis Adhémar de Guilloutet), encore nombreux à cette époque, qui reprochent à la République de ne pas protéger les missionnaires (reproche aussi évoqué par le député d'Extrême-Gauche Émile Vernhes), alors qu'elle envisage une politique coloniale, mais aussi de prendre le risque d'une guerre (Paul de Cassagnac, Baudry d'Asson)
Peu d'hommes politiques de l'époque, quel que soit leur bord, remettent en question l'idée de supériorité européenne (l'Amérique n'en étant vue que comme une excroissance). La Droite, illustrée par Thiers, réclame que l'on réserve l'argent épargné par les Français à des travaux de développement de la France. La Gauche se préoccupe davantage de questions humaines comme la médecine, la vaccination, l'hygiène, l'éducation, la lutte contre les féodalités en place et les superstitions, mais critique elle aussi Ferry sur les points économiques.
Les grands intellectuels de l'époque étaient favorables à la colonisation, qui permettait selon eux de faire avancer les peuples dits « en retard ». Victor Hugo défend la politique de Ferry au nom des Droits de l'Homme ; cela n'a rien d'un paradoxe si l'on suppose que le Blanc est « plus en avance » : il a alors un devoir de civiliser, d'apporter l'évolution aux peuples moins développés, comme jadis les Romains aux Gaulois, exemple cher à Ferry). Hugo insiste sur le fait que la colonisation ne doit être que temporaire, et que la France doit savoir s'effacer ensuite, comme un tuteur qui a rempli son rôle.
Les lettres des colons de Cochinchine font par exemple régulièrement état d'une très grande brutalité des familles autochtones envers leurs domestiques mais il est difficile de savoir quelle était la part de vérité et la part d'idéalisation de l'intervention française dans ces récits.
La première motivation a donc surtout été idéologique. Cependant, l'influence économique n'est pas à négliger et prendra un rôle croissant dans la politique colonialiste :

### Les motivations économiques
L'expansion coloniale a en premier lieu été motivée par la recherche de matières premières dans les territoires colonisés, étant donné que la route des Indes en Asie ouverte par Marco Polo au XIIIe siècle est dorénavant fermée. Ainsi, l'Égypte sous domination romaine est « le grenier de Rome », l'Espagne importe l'or et les métaux précieux d'Amérique latine pour financer ses guerres en Europe. De plus, avec le développement des navires à vapeur, ces relais permettent le rechargement en charbon, et font des escales nécessaire au développement maritime.
Les puissances coloniales étaient parfois motivées par la recherche de débouchés pour leurs produits manufacturés. L'Angleterre du XIXe siècle et du début du XXe siècle exporte ses produits de l’industrie textile en Inde après y avoir détruit les structures de production locale en même temps qu'établi un système administratif, nécessaire au pillage des ressources locales au profit de la métropole. Ce système théorisé est nommé Mercantilisme. Il permet l'apport de ressources tout en empêchant la mise en place d'une réelle autonomie économique qui conduirait à l'indépendance inévitable des colonies.
Ces résultats économiques ambigus ont cependant été le sujet de nombreuses controverses surtout au sujet de l'Afrique : apport de main d'œuvre, de ressources certes mais poids financier de l'administration.

### Les motivations géopolitiques
La partie économique de la harangue de Jules Ferry présente le caractère économique — véritable source du débat — qui occupe l'extrême majorité des propos de Ferry, le 28 juillet 1885 :

« La concurrence, la loi de l'offre et de la demande, la liberté des échanges, l'influence des spéculations, tout cela rayonne dans un cercle qui s'étend jusqu'aux extrémités du monde. C'est là un problème extrêmement grave. Il est si grave […] que les gens les moins avisés sont condamnés à déjà prévoir l'époque où ce grand marché de l'Amérique du Sud nous sera disputé et peut-être enlevé par les produits de l'Amérique du Nord. Il faut chercher des débouchés… »
« Je dis que la politique coloniale de la France, que la politique d'expansion coloniale, celle qui nous a fait aller, sous l'Empire, à Saigon, en Cochinchine, celle qui nous a conduit en Tunisie, celle qui nous a amenés à Madagascar, je dis que cette politique d'expansion coloniale s'est inspirée d'une vérité sur laquelle il faut pourtant appeler un instant votre attention : à savoir qu'une marine comme la nôtre ne peut pas se passer, sur la surface des mers, d'abris solides, de défenses, de centres de ravitaillement. […] Rayonner sans agir, sans se mêler aux affaires du monde, […] c'est abdiquer, et, dans un temps plus court que vous ne pouvez le croire, c'est descendre du premier rang au troisième et au quatrième… »

Les origines sont parfois dues à des rivalités étatiques. Après le Traité de Paris, se manifeste par exemple un désir de reconstruire une influence maritime face à la Grande-Bretagne, tout comme face à Charles Quint antérieurement.

## Les différents types de colonisation
La colonisation a pu structurellement revêtir différentes formes suivant le contexte colonial.

### Les différentes formes de colonisation
La colonisation emprunte plusieurs formes dont un économiste français colonialiste, Paul Leroy-Beaulieu, rend compte dans son ouvrage De la colonisation chez les peuples modernes publié en 1874 et dans lequel il distingue les formes et les mobiles de la création des colonies. Plusieurs auteurs, partant de l'ouvrage que Paul Leroy-Beaulieu, ont essayé de classer les types de colonies. Selon l'historien Jean Bruhat, « les essais de classification sont intéressants mais artificiels. Ils ne rendent pas compte de la diversité des situations et de l'évolution du phénomène colonial. Plutôt que des types de colonies, l'histoire nous conduit à distinguer des types de colonisation, dont chacun correspond à une étape de l'histoire de la colonisation étant bien entendu qu'à chaque étape il est possible de retrouver, avec des variantes, les distinctions classiques entre les différents types de colonies ».

#### La colonisation de position
La colonisation de position consiste :
- soit à ouvrir des comptoirs commerciaux, destinés à l'échange, à la vente des produits métropolitains ou (et) à l'achat des productions locales (comptoirs phéniciens de Tyr autour de la Méditerranée, comme Icosium, ou, ultérieurement, Alger). Les comptoirs sont des établissements, le plus souvent côtiers, établis à des fins commerciales, afin de procurer un relais aux commerçants de la métropole, et un point d'échanges avec l'arrière-pays. Leurs établissements peut se faire à titre privé et précéder les initiatives coloniales d'un État, mais ils peuvent aussi être l'initiative d'un État via des Compagnies commerciales à Charte (Compagnie des Indes occidentales, Compagnies des Indes orientales, créées par les Provinces-Unies (actuels Pays-Bas), le Portugal, la Grande-Bretagne et la France). L'un des moyens utilisés par les colons pour contrôler à leur avantage la relation commerciale est la fourniture d'une drogue pour créer une dépendance chez les populations locales : « Dès les premiers contacts des Européens avec la côte africaine, l'alcool a une place de choix parmi les marchandises de traite »[20]. Dans l'antiquité, le vin joua aussi un rôle semblable dans la colonie de la Marseille antique par laquelle les Grecs commerçaient avec les Gaulois qui exploitaient des gisements de fer dans les régions continentales[21].
- soit en l'ouverture de bases navales ou militaires servant d'escales pour des colonisations plus lointaines (Aden, Djibouti), ou au contrôle du trafic maritime international (Gibraltar, Malte, Singapour).

#### La colonisation de peuplement
La colonie de peuplement vise à établir, si le climat du pays colonisé le permet, une population originaire de la métropole sur un territoire dont elle n'est pas issue. Celle-ci fait souche sur place. Ce type de colonisation dépend ou non de la métropole, et c'est l'importance de la population qui la rend éventuellement autonome. Ainsi, certaines colonisations phéniciennes ou grecques furent entreprises pour répondre à un surcroît de population de la métropole, comme Carthage ou Syracuse ; les colonies britanniques du Nouveau Monde, d'Australie et de Nouvelle-Zélande, ou françaises de Nouvelle-France et d'Algérie, étaient des territoires peu peuplés d'indigènes qui connurent un apport significatif de colons exogènes. Cette colonisation peut être subie par les colons (prisonniers de droit commun (convicts), envoyés en Australie ou en Nouvelle-Zélande ; prisonniers déportés après la Commune de Paris) ou répondre à un choix migratoire (Pieds-noirs en Algérie).

#### La colonisation d’exploitation et de plantation
La colonisation d'exploitation implique la conquête militaire d'un territoire en vue d'en exploiter les richesses naturelles, dans l'intérêt de la métropole. Dans ce type de colonisation, les colonisateurs fournissent les cadres — qui n'y font généralement pas souche — et les indigènes y sont les exécutants (colonies espagnoles d'Amérique centrale et du Sud, ou françaises d'Afrique noire et d'Indochine[réf. souhaitée]). Ce type de colonisation qui fournit aux métropoles en produits exotiques d'origine agricole ou des produits miniers, peut introduire certaines techniques d'industrialisation, et également l'établissement d'une architecture propre dans les villes coloniales.
La colonie mixte est une colonie d'exploitation dans laquelle la partie métropolitaine de la population fait souche (Rhodésie).
La colonisation de plantation est une colonie dans laquelle la population métropolitaine, chargée de l'encadrement, fait souche, mais où les exécutants sont principalement des esclaves (Antilles, Brésil, certaines colonies anglaises/britanniques d'Amérique du Nord).
Beaucoup de colonies relèvent simultanément de deux ou plus des catégories ci-dessus. La plupart des types de colonies ci-dessus ont été au moins partiellement militaires (en dehors des colonies de position qui se sont limitées à une finalité purement commerciale). Le facteur militaire a pratiquement toujours joué dans l'expansion coloniale, soit dans la phase d'installation, soit ultérieurement, pour la protection ou le maintien de l'ordre : certaines colonies ont même eu une finalité essentiellement militaire, lorsqu'elles ont visé au contrôle d'un territoire, d'un lieu de passage stratégique, d'une population ennemie ; elles ont alors souvent comporté une population suffisante pour épauler ou constituer elle-même une garnison (voir colonie romaine pour la Rome antique). Elles ont également pu être un relais, un point d'appui en territoire ennemi pour des opérations militaires.

#### La colonisation selon les méthodes d'administration
Les juristes ont distingué deux grandes catégories de colonisation selon les méthodes d'administration : les colonies incorporées qui font appel à une administration émanant de la métropole dont l'autorité s'y exerce directement ; les colonies protégées où la métropole exerce une autorité indirecte par le relais d'un pouvoir local placé sous tutelle (protectorats, territoires sous mandat).

### Cas particuliers

#### Dépendances et territoires à souveraineté spéciale
Pour l'ONU, il reste actuellement (décembre 2013) 17 territoires non autonomes au sujet desquels le Comité spécial de la décolonisation rédige régulièrement des rapports. Ce sont : Anguilla, les Bermudes, les îles Caïmans, Gibraltar, Guam, les îles Falkland (Malouines), Montserrat, la Nouvelle-Calédonie, les îles Pitcairn, la Polynésie française, l'île Sainte-Hélène, le Sahara occidental, les Samoa américaines, les Tokelau, les Îles Turques-et-Caïques, les îles Vierges américaines et les îles Vierges britanniques.
Territoire sous juridiction australienne : Îles Ashmore et Cartier, Île Christmas, Îles Cocos (Keeling), Îles Heard-et-MacDonald, Îles de la mer de Corail, Île Norfolk
Territoire sous juridiction danoise : Îles Féroé, Groenland
Territoire sous juridiction des États-Unis : Guam, îles Vierges américaines, île des Mariannes du Nord, Porto Rico (ou Puerto), Samoa américaines, Île Baker, Île Howland, Île Jarvis, Atoll Johnston, Récif Kingman, Îles Midway, Atoll Palmyra, Atoll de Wake, Île de la Navasse, Mer des Caraïbes.
Territoire sous juridiction française : Saint-Barthélemy, Saint-Martin, Saint-Pierre-et-Miquelon, Wallis-et-Futuna, Polynésie française, Nouvelle-Calédonie (pays constitutif de la République française), Terres australes et antarctiques françaises, Île de Clipperton (propriété de l'État).

#### Types de dépendance
L’État client est économiquement, politiquement ou militairement subordonné. Les types d’États clients comprennent : l’État associé, l’État fantoche, la néo-colonie, le protectorat, l’État satellite, l’État vassal et l’État tributaire.
Le protectorat quant à lui est un régime juridique constituant l'une des formes de sujétion coloniale.
Il diffère de la colonisation pure et simple en ce que les institutions existantes, y compris la nationalité, sont maintenues sur un plan formel, la puissance protectrice assumant la gestion de la diplomatie, du commerce extérieur et éventuellement de l'armée de l'État protégé.
Le terme de « protectorat » peut être employé de manière polémique, pour désigner soit des dépendances et territoires à souveraineté limitée, soit des régimes politiques considérés comme étant sous l'influence étroite d'États plus puissants : on parle dans ce cas de « gouvernements fantoches ».

#### Colonie israélienne
Les livres spécialisés, les textes de l'ONU en français, la presse française dans sa grande majorité ont opté pour le terme de « colonie ».
 (janvier 2025).
La présence juive en Palestine est continue depuis l'Antiquité et des populations juives exilées sont régulièrement venues s'installer sur ce qu'elles considèrent traditionnellement comme la Terre d'Israël, soit pour fuir des menaces en Europe soit pour créer des nouveaux centres d'études du talmud et de la kabbale. Toutefois, à partir des années 1880, des vagues de populations juives s'installant sur ces territoires et ont un développement démographique important. Elles s'accompagnent de l'achat de terrains qui sont défrichés puis cultivés en communautés.[pertinence contestée]
La référence d'un retour à une « terre promise » est une notion généralement absente historiquement dans les colonialismes. La tardiveté de cette colonisation, à une époque où les Empires coloniaux sont déjà institués, voire en déclin, accentue la particularité de ces mouvements migratoires. Bourguiba dans un entretien avec Jean Daniel aurait déclaré que la position du Maréchal Tito « qui était un ami de Nasser selon Bourguiba » considérait que « s'il faut rendre justice aux réfugiés palestiniens et faire droit à leur revendications, le colonialisme israélien n'est pas exactement un colonialisme comme les autres et qu'il est né dans des conditions particulières, etc. ».[pertinence contestée]
Les « colonies » ou « implantations » israéliennes sont des colonies de peuplement, composées d'Israéliens qui se sont établis volontairement sur les territoires conquis durant la guerre des Six Jours en Cisjordanie à Gaza et à Jérusalem-Est. En septembre 1967, alors que la première colonie, Kfar Etzion, voit le jour en Cisjordanie, Jérusalem est réunifiée et le Premier ministre Levi Eshkol autorise les Israéliens à s'installer dans les quartiers à majorité arabe de Jérusalem. Alors que la résolution 242 du Conseil de sécurité de l'ONU réclame en novembre 1967 le retrait des forces militaires israéliennes des territoires qu'elles ont occupés pendant la guerre, le vice-Premier ministre Ygal Allon met en place un plan insistant sur l'importance stratégique des zones situées à l'ouest du Jourdain ; c'est dans ce secteur faiblement peuplé que les premières colonies s'établissent. L'implantation de colonies dans des zones plus peuplées commence en 1974, dans l'ancien quartier juif de la vieille ville d'Hébron par l'organisation Goush Emounim (Bloc des croyants) qui avance le droit pour tout Juif de s'installer en Eretz Israel. En 1977, le Likoud décide que la législation israélienne sera appliquée aux citoyens israéliens en Cisjordanie et dans la bande de Gaza.
Malgré l'arrivée au pouvoir des travaillistes en 1992 et l'annonce du gel des constructions, et les accords d'Oslo de 1993, les avant-postes se multiplient, de nouvelles routes les raccordant au réseau routier et à Israël sont construites. La population juive de ces territoires hormis la bande de Gaza et le nord de la Samarie qui est évacuée par la force, par l'armée israélienne, les 17 et 23 août 2005 est de près de 350 000 habitants vivant dans plus de 130 implantations[Information douteuse] de Cisjordanie et 180 000 dans une douzaine de quartiers de Jérusalem Est.
En 2010, ce sont près de 500 000 Israéliens qui vivent dans les territoires occupés, dont 300 000 dans 121 colonies de Cisjordanie, occupant 42 % des terres, et 185 000 dans douze quartiers de Jérusalem-Est ; des aides gouvernementales pour le logement, l'éducation, l'agriculture et les impôts sont appliquées dans la plupart des colonies pour inciter les Israéliens à s'y installer selon le rapport de l'ONG B'Tselem.
L'installation de ces communautés, considérées comme étant en violation du droit international humanitaire et des Conventions de Genève par différents pays et ONG,, sont souvent à l'origine des terres officiellement requises pour des besoins militaires, classées comme « terre d'État » ou plus simplement confisquées à leurs propriétaires par « nécessite publique »[évasif]. L’État d’Israël déclare qu'aucun traité de paix n'a défini le statut juridique de ces territoires, qu'il considère ainsi comme « disputés » et non « occupés », soulignant la présence de communautés juives à Hébron au cours des siècles. En 1929 durant le Mandat britannique en Palestine les Juifs vivant à Hébron ont été victimes d'un massacre les survivants ont été forcés de quitter la ville. La présence juive multiséculaire en terre d'Israël à Jérusalem, Tibériade, Safed, Ramla ou autres agglomérations est attestée bien avant le début du mandat britannique sur la Palestine et la domination ottomane (Turcs). Lorsque la Transjordanie qui est devenue la Jordanie actuelle a annexé la Cisjordanie en 1948, seuls la Grande-Bretagne et le Pakistan ont reconnu cette annexion. Les Israéliens font remarquer qu’aucune souveraineté sur la Cisjordanie avant 1967 n'a jamais été reconnue par la communauté internationale, les États arabes qui occupaient en 1949 la région après la guerre israélo-arabe de 1948-1949 ont exigé que la ligne d’armistice ne constitue « pas une frontière reconnue internationalement mais seulement une ligne séparant deux armées » sur ces territoires. Selon eux, l'emploi du mot « colonie » a un sens péjoratif.
La question des colonies juives et du statut de Jérusalem-Est sont des éléments clés dans les négociations israélo-palestiniennes et dans le projet d'établissement d'un État palestinien indépendant. En mai 2011, le Premier ministre israélien Benyamin Netanyahou affirme que certaines colonies devraient à terme être concédées aux Palestiniens pour l'établissement d'un État stable et viable mais refuse dans le même temps des frontières correspondant à celles de la ligne d'armistice de 1967. Il a par ailleurs proposé, en octobre 2011, un gel de la construction dans les colonies en échange de la reconnaissance d'Israël comme « État du peuple juif ». Cette proposition a été aussitôt rejetée par les Palestiniens considérant celle-ci comme « sans rapport avec le processus de paix »,.

### Colonisation hypothétique

#### L'Antarctique
L'Antarctique est le seul continent de la Terre à ne pas être peuplé de manière permanente. Sept États (le Royaume-Uni, le Chili, l’Argentine, l’Australie, la France, la Norvège, la Nouvelle-Zélande) ont, au début du XXe siècle, émis certaines revendications territoriales sur le continent de glace. Le traité sur l'Antarctique (1961) gèle toutes les revendications sur l'Antarctique pour toute la durée du traité.

#### L'espace
La colonisation de l'espace, ou colonisation spatiale, est — au-delà d'un sujet classique de la science-fiction — un projet d'habitation humaine permanente et en grande partie auto-suffisante en dehors de la Terre. Elle est liée à la conquête de l'espace.

### Les méthodes de la colonisation
Quelques exemples :
- La vente d'opium importé des Indes britanniques dans les comptoirs des côtes de Chine ayant pour but de forcer l’ouverture de la Chine aux puissances européennes.

### Les moyens de la colonisation
Certaines puissances coloniales se sont dotées d'outils économiques politiques ou militaires pour établir leur système colonial et organiser ou justifier l'appropriation des ressources des colonies assujetties.

#### Les moyens économiques
On rapporte que dans le second empire colonial français, et notamment en AOF/AEF, l'impôt devait être payé en monnaie. Les indigènes ne disposaient pas de monnaie, et a fortiori pas de monnaie française dans la mesure où leur économie était fondée sur le troc. Ils durent se soumettre à un travail salarié en manufacture afin de pouvoir régler l'impôt sous peine de subir brimades, vexations et humiliations en tout genre. Ce fut un moyen efficace d'encadrer et de répertorier les populations.
- La compagnie des Indes orientales anglaises
- La Compagnie néerlandaise des Indes orientales (en néerlandais : Vereenigde Oost-Indische Compagnie ou VOC, littéralement « Compagnie unie des Indes Orientales ») et la Compagnie néerlandaise des Indes occidentales (en néerlandais West-Indische Compagnie ou WIC).
- Les confédérations de marchands aztèques.

L'Empire aztèque utilisa ses castes de marchands pour préparer ses phases d'expansion coloniale. Les marchands formaient des expéditions dans des contrées lointaines pour y étendre leur commerce. Au cas où les populations locales refusaient d'établir des liens commerciaux avec les nouveaux arrivants, l'empire décidait alors d'envoyer ses armées venger l'affront fait à ses marchands et s'y établissait.
À cette époque, tout comme en Angleterre au XIXe siècle, la caste des marchands commença à occuper une place plus grande dans l'ordre social de l'Empire aztèque, et les membres de cette caste purent prétendre à des titres et avantages qui étaient autrefois réservés aux guerriers.

#### Les moyens politiques
L'administration peut être directe (cas le plus fréquent pour les Français) ou indirecte (fréquent pour les Anglais).

#### Les moyens militaires
Les États ou puissances coloniales se dotent de corps d'armées spécifiques destinés à maintenir la sujétion des colonisés ou à en assurer la protection contre d'éventuelles puissances coloniales rivales.

#### Les moyens juridiques
La notion de terra nullius permit de donner une assise juridique à la colonisation.
Des traités ou accords permirent aux colonisateurs de se partager les terres occupées, comme le traité de Tordesillas.

## Les conséquences de la colonisation
Il est difficile aux historiens de dresser le bilan de la colonisation et de ses conséquences car il implique « de prendre la  mesure d’un phénomène pluriséculaire ayant donné naissance à un ensemble hétérogène, constitué d’une dizaine de métropoles européennes à la tête de quelque cent soixante possessions d’outre-mer disséminées aux quatre coins du monde ». Lorsque cette question sort du champ académique, elle devient un sujet de société faisant l'objet de débats passionnés qui l'envisagent d'un point de vue moral, selon une balance idéologique et politique entre ses bienfaits et ses méfaits. Une ligne de front oppose d'un côté les tenants d’une mémoire « positive » de la colonisation qui mettent en avant ses bienfaits, notamment au nom de la mission civilisatrice, du « sacrifice » des colons et des militaires, reprenant ainsi la rhétorique des puissances impérialistes ; de l'autre côté ceux qui, déjà du temps même de l'esclavage et du colonialisme, portent un regard critique sur la colonisation et qui, depuis les années 1980, luttent pour la reconnaissance des mémoires postcoloniales, en appelant au devoir de mémoire et de repentance autour des exactions coloniales et des crimes de la colonisation. La question du bilan de la colonisation et de ses conséquences continue de confronter des mémoires de la colonisation plurielles qui ne peuvent être ramenées à un affrontement manichéen entre la droite (colonialiste) et la gauche (anticolonialiste). L'historien Jean Bruhat demande de renoncer aux jugements de valeur et de constater objectivement « que la colonisation est l'établissement d'une domination sous trois aspects : économique (la terre étant, par des procédés divers, arrachée à ceux qui la cultivaient ou y faisaient paître des troupeaux ou, en tout état de cause, la production étant orientée en fonction des intérêts de la puissance colonisatrice) ; politique (instauration, avec des modalités variées, d'un système de sujétion) ; culturelle (la métropole imposant sa civilisation, sa langue, voire sa religion)… que l'œuvre colonisatrice a été à la fois destruction et construction, mais toujours au profit de la métropole ».

### Les conséquences humaines

#### Influences sur l’esclavage
Répandu partout dans l'Antiquité, l'esclavage était en voie de disparition en Europe à la fin du Moyen Âge, au cours duquel il avait été remplacé par le servage, dont, du moins les victimes n'étaient plus considérées comme de simples marchandises.
Mais il a été autorisé dans les colonies européennes d'Amérique lors de la première expansion coloniale. Dès lors, intimement lié à la colonisation de l'Amérique bien qu'il n'en soit pas le seul apanage, l'esclavage a pu se développer dans ou à partir des colonies sous l'impulsion des intérêts privés en bénéficiant.
Les historiens estiment qu'entre onze et quatorze millions d'Africains ont été entassés dans des bateaux européens en route vers l'Amérique (entre le XVe et le XVIIIe siècle) et que près de 14 % d'entre eux sont morts durant la très éprouvante traversée de l'Atlantique, chiffre comparable à celui de la mortalité des marins effectuant la traversée.
À cette époque, sur les autres continents l'esclavage s'est maintenu, tant en Asie qu'en Afrique.
Progressivement, des voix portées en partie par l'église catholique, par des amis lors de la révolution française, et surtout par le mouvement Quaker en Angleterre, se sont fait entendre pour restreindre l'esclavage.
Elles se sont cependant confrontées aux intérêts des planteurs qui bénéficiaient de l'esclavage, et les métropoles craignaient de perdre la fidélité de leurs colons si elles abolissaient l'esclavage.
Lors de la seconde expansion coloniale, avec la colonisation de l'Afrique et de l'Asie, les puissances coloniales occidentales, à l'exception du Portugal, mèneront des politiques visant à abolir l'esclavage et la traite. Ainsi, la colonisation européenne a interdit la traite à partir du XIXe siècle. En Algérie, elle a également interdit des pratiques traditionnelles qu'elle assimilait à de l'esclavage.

#### Génocides, déportations et tortures
La colonisation a partout installé les conditions d'un affaiblissement de peuples conquis ou rebelles et de la disparition de leur culture.
Les colons sont confrontés à la difficulté d'imposer leur présence sur les terres nouvelles dont les richesses sont convoitées. Ainsi, leurs bonnes intentions, dites civilisatrices, échouent et les colons sont rapidement amenés à affronter les peuples autochtones.
Lorsqu'une escalade dans la violence et la haine se produit, l'exploitation des autochtones, leur déportation, leur massacre, peuvent parfois préfigurer ou aboutir à des exterminations intentionnelles.[Lesquelles ?]

##### Dans les Amériques
Les conquérants catholiques, principalement espagnols, ont dû s'allier à certaines tribus autochtones, guerroyer et souvent se livrer à des massacres dans les régions dont ils convoitaient les ressources, avant de parvenir à soumettre les populations indigènes, les évangéliser et les exploiter. L'empire aztèque et l'empire inca, deux grandes puissances du continent américain, ont été rapidement vaincu. En Bolivie, des centaines de milliers d'Indiens sont morts dans les seules mines de Potosí. En général, les victimes sont difficiles à chiffrer, les données démographiques manquent ou sont peu sûres.
Les puritains anglais ont davantage considéré les Indiens comme un obstacle à l'expansion des colonies. Certaines nations d'Amérique du Nord, tels les Creeks, les Cheyennes, les Séminoles, ont ainsi été déportées de la côte est à la côte ouest au cours des XVIIIe et XIXe siècles. De nombreuses guerres ont éclaté et les haines exacerbées ont créé par endroits les conditions d'actes génocidaires. Au Texas et surtout en Californie lors de la Ruée vers l'or, des colons sont responsables de l'élimination physique (massacres gratuits, kidnappings d'enfants, placement dans des réserves insalubres…) de plusieurs tribus.

##### En Afrique
Une des grandes particularités de l'esclavage arabe est la mutilation sexuelle quasi systématique des esclaves mâles.
En décembre 2008, David Eltis lance la plus large base de données consacrée à la traite négrière atlantique ou commerce triangulaire : the Trans-Atlantic Slave Trade Database, elle fait état de 12 521 336 déportés entre 1501 et 1866.
Durant les premières années de la colonisation belge du Congo (1880-1908), les Congolais subissent un travail forcé, des tortures et des mutilations, un traitement si mortifère que la population s'effondre, réduite de plusieurs millions de personnes.
En Namibie connue autrefois sous le nom de Sud-Ouest africain eut lieu ce que l'on nomme communément le massacre des Hereros. Les Hereros sont déportés par la puissance colonisatrice allemande qui y établit les premiers camps de concentration. Ainsi Lothar von Trotha écrit que « le peuple Herero doit quitter le pays, sinon, je le délogerai avec le « groot Rohr » (grand canon) »[réf. souhaitée] [Information douteuse]. D'une population initiale de 90 000 Hereros, le recensement de 1911 en décompte 15 000. Les Namas, peuple allié aux Herero contre la puissance allemande, passent de 20 000 à 10 000.
À Madagascar en 1947, à la suite de révoltes dans des villages malgaches, les autorités coloniales françaises matent violemment les émeutes à l'aide des troupes coloniales françaises, essentiellement sénégalaises, marocaines et malgaches. Les affrontements et les victimes collatérales (malnutrition et maladie) feront près de 40 000 victimes sur environ 4 millions de Malgaches.
Selon Enzo Traverso, le nombre de victimes des conquêtes européennes en Asie et en Afrique au cours de la seconde partie du XIXe siècle tourne autour de 50–60 millions, dont la moitié environ due à la famine en Inde.
Des travaux récents d'historiens, à la suite du travail de George L. Mosse qui lance l'idée que les modifications de mentalités à la suite de la Première Guerre mondiale peuvent expliquer la Shoah, estiment que la colonisation pourrait aussi être à l'origine du phénomène culturel de « brutalisation » des esprits constaté.

#### Le statut des peuples colonisés

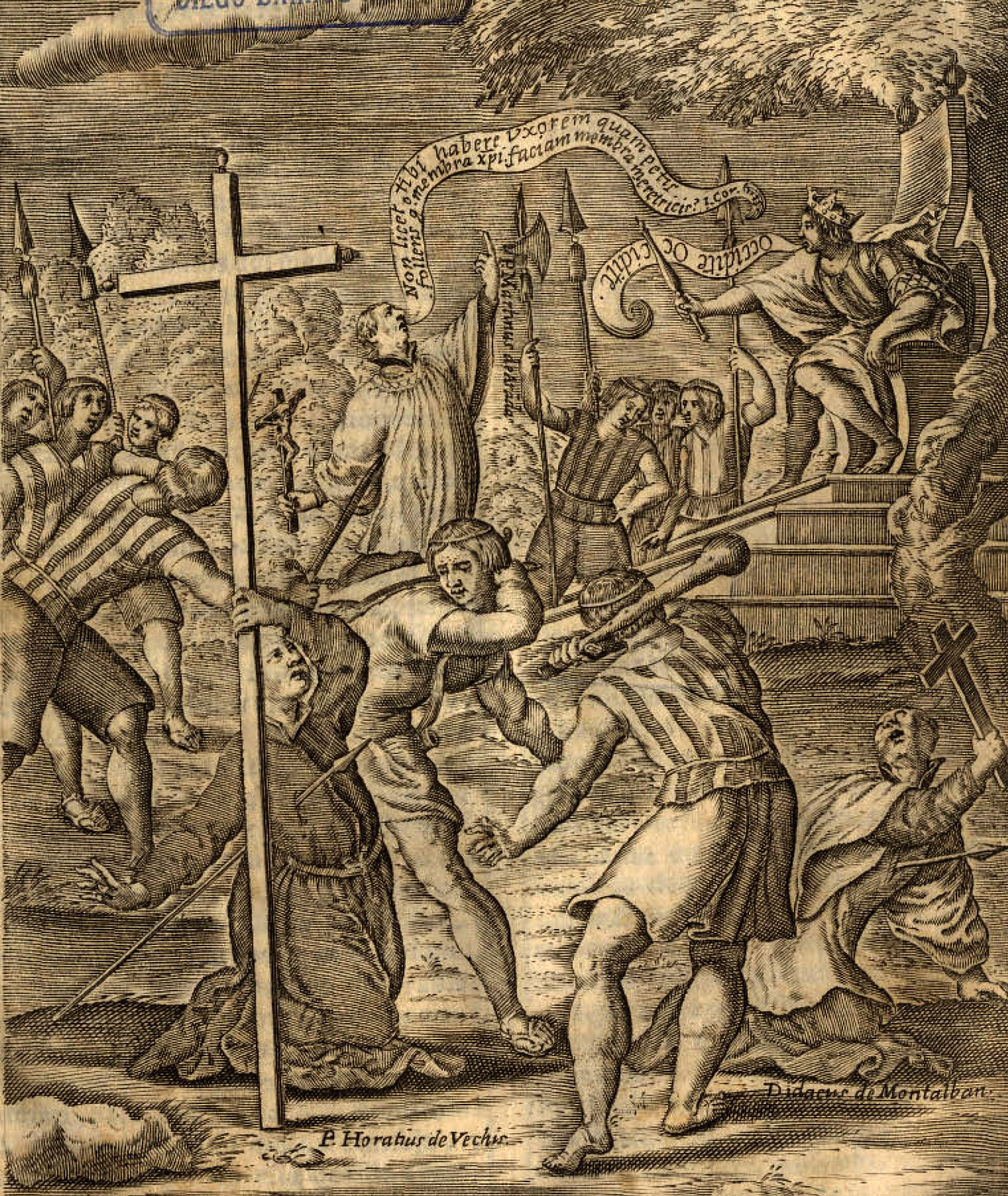
La colonisation ne s'est pas faite sans violence ni révoltes.

Une différence de traitement ou de statut (sujet, citoyen, esclave, etc.) peut exister entre les colonisés et les colons. Ce rapport d'infériorité est théorisé par la loi. Ainsi, les colonies françaises se voient imposer le code de l'indigénat en 1887,.
Les colons sont plus durs pour les indigènes que les métropolitains[réf. nécessaire] [Quoi ?], et les répressions féroces, violentes, comme celles de Gallieni.
L'élément métropolitain peut jouer un rôle modérateur à l'égard des colons. C'est ainsi que les rois d'Espagne ont dû interdire aux colons ibériques la réduction des Indiens en esclavage à la suite de la controverse de Valladolid ou que le « Code Noir » est mis en vigueur par le gouvernement de la métropole, pour limiter les abus des planteurs, tout en restant répressif.
Certains aspects de la colonisation européenne de l'Amérique ou de l'Afrique ont été qualifiés de crimes contre l'humanité par de nombreux historiens. Ainsi selon Gilles Manceron, « la République (française) doit reconnaître que les crimes coloniaux sont bien des crimes contre l'humanité, au sens du premier texte international qui employait le terme, la déclaration du 24 mai 1915 des gouvernements français, britannique et russe à propos des massacres dans l'empire ottoman contre les civils arméniens, qui parle de « crimes contre l'humanité et la civilisation ». Ou encore de la résolution des Nations unies du 11 décembre 1946, qui dit que le « génocide bouleverse la conscience humaine » ».
L'esclavage est responsable de nombreux morts dus aux conditions de vie difficile mais aussi des déplacements de populations visant à le fuir (nègres marrons, en Guyane, Guadeloupe, Martinique et à La Réunion ou en Amérique centrale).
Au-delà de l'esclavage, la pacification, la répression des révoltes et le travail forcé ont fait régresser les populations sur le plan démographique et les ont paupérisés.
Les originaires de pays autres que les métropoles profitent de la colonisation pour venir se mêler à la population colonisatrice et s'associer à ses actions (par exemple, immigrants espagnols et maltais en Algérie, libanais en Afrique noire, ou Indiens d'Asie à l'Île Maurice). Leur présence a parfois contribué à accentuer le particularisme des colons vis-à-vis de la métropole[réf. nécessaire].

### Les conséquences sanitaires
Au niveau sanitaire, si durant la période coloniale, on note un recul marquant du paludisme, de la malaria et de nombreuses maladies tropicales[réf. nécessaire][Quoi ?]. La médecine et l'accès au soin y progresse considérablement.
Cependant, certains auteurs avancent que les initiatives de santé publique visaient également à enrayer la décroissance démographique afin de conserver un réservoir de main-d'œuvre[réf. nécessaire].
Par ailleurs, le développement du chemin de fer en Afrique est suspecté d'être à l'origine de la diffusion primaire du VIH-1 (virus du sida) en Afrique équatoriale française dans les années 1910-1940.

### Les conséquences culturelles
Dans les colonies françaises et britanniques, les colons mettent en place des écoles primaires et des établissements secondaires, de type collèges et lycées.
Pourtant, il serait faux de considérer que les peuples colonisés n'avaient pas de culture à part entière et ne possédaient pas d'élites intellectuelles, et cela même lorsque ces cultures se transmettaient oralement et non par le truchement de l'écriture.
Ainsi, s'agissant de l'Afrique sahélienne, dès le XIIIe siècle de notre ère, elle possédait des centres intellectuels. C'est ainsi que l'université de Sankoré rassembla de nombreuses générations de savants négro-africains, dont le Tarikh es-Soudan (1652) du Tombouctien Abderrahmane Ben Abdallah Ben Imran Ben Amir Es Sa'di a fourni une liste, notamment des éléments biographiques sur Ahmed Baba. Dans l'est du continent[réf. souhaitée], le philosophe africain Zera Yacob est contemporain de Descartes dont la philosophie se rapproche du cartésianisme.
La mise en place des systèmes coloniaux a bien souvent détruit les systèmes culturels préexistants en voulant les remplacer par les cultures importées des métropoles. L'action des colonisateurs bouleverse les sociétés traditionnelles en leur forçant un nouveau mode de vie. Les villes connaissent un essor au détriment de la ruralité et des liens familiaux par exemple. Ainsi, la sexualisation de la domination coloniale passe par l'instauration de « régimes de sexualité » qui, après une période de fascination nourrissant l'imaginaire colonial, visent à mettre en place « un ensemble de règles explicites ou implicites gouvernant les conduites dans le domaine des relations dites “intimes” et proposant une grille de lecture idéologique de celles-ci plus ou moins contraignante. »
Au Mexique, dès les débuts de la colonisation, les moines monothéistes espagnols brûlent des milliers de codex mayas dont l'écriture figurative leur semble peuplée de démons.

### Les conséquences écologiques
Lorsque le célèbre économiste écossais Adam Smith parlait des « bons effets naturels du commerce des colonies »[Quand ?], il faut comprendre qu'il y voyait des avantages pour l'économie de l'Angleterre. En réalité, la colonisation par l'homme de la Terre depuis les débuts de l'agriculture il y a 13 000 ans environ (révolution néolithique) s'est traduite par des modifications profondes de l'environnement, à tel point que l'on parle aujourd'hui d'une extinction massive pour cette période, appelée extinction de l'Holocène, en raison du rythme accéléré de la disparition des espèces animales et végétales qui menace la biodiversité. Jared Diamond montre que dans le passé, plusieurs sociétés ont purement et simplement disparu en raison notamment de problèmes environnementaux.
Depuis cinq siècles, la colonisation des Amériques s'est traduite par une déforestation massive, d'abord en Amérique du Nord (forêts de la partie est des États-Unis), décrite par des observateurs français tels que François André Michaux et Jacques-Gérard Milbert, puis actuellement en Amérique du Sud (forêt amazonienne), sous la pression de la mondialisation économique.
Cet aspect ne faisait toutefois pas partie des points les plus importants pour les pays colonisateurs, l'écologie comme on la conçoit aujourd'hui étant une valeur assez récente.

### Les conséquences économiques
Les populations autochtones perdent généralement la direction de leurs affaires au profit des éléments colonisateurs.
La colonisation se traduit par le développement du secteur primaire (plantation, industrie extractive), les industries de transformation étant réservées à la métropole. Un « privilège de l'exclusif » en faveur de la métropole peut être mis en place avec vente exclusive des matières premières à la métropole ; achat exclusif des produits manufacturés métropolitains ; recours exclusif au fret métropolitain. Cette imposition de la monoculture entraîne une fragilisation des économies locales liées au cours, entre les deux guerres pour la France avec la production de latex en Indochine, de coton au Tchad…
Le développement des infrastructures locales est mis en œuvre par les colonisateurs avec la main-d’œuvre locale (travaux forcés, déportation de main-d'œuvre, travail non rémunéré, recrutement forcé, etc.) dans le but d'exporter les richesses locales.
De même, les bâtiments coloniaux étaient occupés par le personnel colonial, tandis que les populations autochtones habitaient à la périphérie de leurs propres terres, ou dans des lieux périphériques des villes coloniales :

« Le modèle colonial urbain reposait sur trois éléments : le monopole foncier de l’administration publique sur le sol urbain ; la stricte application de la division fonctionnelle de l’espace : urbanisme de plan avec une administration tatillonne et introduction du droit écrit ; le lotissement comme outil physique d’aménagement de l’espace urbain et outil de ségrégation : lotissement équipé pour la population européenne et les « évolués », lotissement sommaire pour les autochtones. »

Ensuite, pour le financement de toutes ces infrastructures, des prélèvements obligatoires en nature et en numéraire étaient ponctionnés sur les populations indigènes : impôt sur les cases, impôt de taille, impôt de capitation, impôt sur le revenu des personnes physiques, etc. Pour échapper à cette pression fiscale particulièrement drastique et aux représailles militaires, certains Africains s'enfuyaient. Des exodes qui ont ralenti, voire annihiler, les échanges économiques avec les pays proches outre qu'ils étaient combattus par les troupes coloniales.
Les colons manifestent généralement une attitude revendicatrice et souvent autonomiste à l'encontre des métropoles. Ce sont les colons qui ont exprimé les premières revendications autonomistes et conquis les premières indépendances coloniales :
- colonies britanniques : refus des taxations métropolitaines et guerre d'indépendance des treize colonies d'Amérique du Nord, indépendance des colons de Rhodésie du Nord et de Rhodésie du Sud ;
- colonies espagnoles : ce sont les créoles espagnols (José de San Martin, Francisco de Miranda et Simón Bolívar), et non les indigènes, qui se sont plaints de l'oppression de la métropole et lui ont livré les guerres d'indépendance ;
- colonies françaises : ce sont les Européens d'Algérie qui ont réclamé l'autonomie financière de la colonie d'Algérie (création des Délégations financières, des taux d'impôt réduits et des timbres particuliers distincts de ceux de France).

Généralement l'on considère[réf. nécessaire] la valeur monétaire des échanges économiques entre les métropoles et leurs colonies. Or, d'une part cette valeur est fixée unilatéralement par des institutions métropolitaines ; ce qui explique au moins partiellement le phénomène dit de la « détérioration des termes de l'échange ». D'autre part, la valeur stratégique de ces échanges est sans commune mesure avec les prix chichement alloués aux colonisés. Durant la période coloniale, selon les récents travaux de l'université d'Oxford, la production des colonies africaines de l'Empire britannique représentait moins d'un pour cent du PIB de l'Empire[réf. nécessaire].
Comme les autres grandes puissances, la France a obtenu son Empire pour « une bouchée de pain », 1/5 des dépenses de 1931. C'est l'administration, la pacification qui a été un « gouffre financier » pour l'État retardant son développement économique, même si selon la loi de 1900 les colonies doivent s'autofinancer. Toutefois, pour les investisseurs privés, ce résultat est plus positif. En somme, les conséquences économiques de la colonisation sont assez nuancées.

## Origine géographique des colonisateurs

### Les colonisateurs précolombiens

#### Les Aztèques et la colonisation du Mexique précolombien
À partir de 1428, sous le règne de Itzcoal, l'empire aztèque commence son expansion dans le Mexique précolombien en s'appuyant sur la guilde des marchands qui acquerront ainsi bientôt un nouveau statut privilégié dans la cité.
Encouragés par l'État à effectuer des aventures commerciales vers le sud, les marchands aztèques avaient parfois vocation à exiger des traités de commerce avec les populations nahuas ou mayas qui, s'ils n'étaient pas respectés, permettaient aux maîtres de Mexico Tenochtitlan de déclencher des guerres afin d'asseoir leur autorité sur une région qu'ils convoitaient.

#### Les Incas et la colonisation des régions andines
À partir de 1438, sous l'impulsion de l'empereur Pachacuti Yupanqui, l'empire inca commence son expansion. On trouve dans l'ouvrage Commentaires royaux des Incas d'Inca Garcilaso de la Vega un exemple de cette dimension colonialiste de l'empire inca. Lors de la phase d'expansion de leur empire, les Incas rencontrèrent la civilisation Chimu. Comme à leur habitude, les Incas proposèrent aux Chimu d'abandonner leurs lois au profit des lois de l'empire inca, d'offrir « la terre et l'eau » à leur colonisateur, en même temps que d'abandonner leurs dieux au profit du nouveau syncrétisme religieux mis en place au Cuzco (nombril ou centre du monde). Les Incas exposèrent aux Chimus les bénéfices qu'ils pourraient retirer de ce nouvel état en leur offrant le mariage entre les élites Chimu et les élites incas, en même temps que certains projets de développement. Les Chimus, attachés à leur indépendance et à leur culture, refusèrent la colonisation. La réaction militaire des Incas fut immédiate. Au terme d'une guerre de cinq ans, les armées chimues furent défaites et leur capitale Chan Chan détruite. En 1470, la population chimue fut déportée : des colons incas s'installèrent sur le territoire des Chimus qui dès lors cessèrent d'exister en tant que nation.

### Les colonisateurs arabo-musulmans
L'islam s'étend rapidement grâce à la décadence de l'Empire byzantin à l'Ouest et de l'Empire perse à l'Est. Les populations autochtones se convertissent à l'islam (les Berbères par exemple). D'autres, les Dhimmis, peuvent conserver leurs religions (les Coptes ou les Séfarades par exemple) mais moyennant une certaine incapacité juridique et le paiement d'un impôt qui leur est réservé (Jizya).

### Les colonisateurs ottomans
L'Empire ottoman, au temps de son existence, avait envahi et colonisé des territoires en Asie, en Afrique et en Europe.
Bien qu'étant très violente et signe de soumission des peuples conquis, la colonisation ottomane dans les Balkans peut être perçue comme une assimilation réussie qui contraste avec un Occident en guerre. Aujourd’hui, l’Islam en Albanie et en Bosnie est l’héritage de l’Empire ottoman.

### Les colonisateurs américains

#### Les États-Unis
Il est rare que l'on définisse les États-Unis comme une puissance coloniale au même titre que les Britanniques, Français ou Néerlandais, quoique le terme controversé d'Empire américain existe ; cependant on peut marquer objectivement un tournant dans la conception internationale de l'engagement des États-Unis à partir du début du XXe siècle, lorsque de fait, ils deviennent la première puissance exportatrice du monde devant le Royaume-Uni.
Cela débute réellement avec la guerre hispano-américaine, ou guerre d'indépendance de Cuba envers l'Espagne. Après une campagne pro guerre importante — reposant sur de forts intérêts économiques — et de grands leaders tels Théodore Roosevelt. Ce « désastre de 1898 » pour l'Espagne s'achève par le traité de Paris le 10 décembre de la même année, qui reconnait l'indépendance de Cuba, la perte des Philippines, de Porto Rico et de la province du Guam par l'Espagne au profit des États-Unis, moyennant une compensation financière de vingt millions de dollars. L'année suivante, les États-Unis annexent la république d'Hawaï. Enfin, une partie des îles Samoa, l'année d'après.
Cet épisode marque une rupture avec la doctrine Monroe de 1823 — qui assurait une non intervention des États-Unis chez les Européens et inversement. L'acquisition de l'Alaska en 1867 par William Henry Seward au tsar Alexandre II, et l'annexion de l'île déserte de Midway en plein Pacifique, avaient déjà annoncé cette évolution. Le changement structurel intervient dès lors que les États-Unis doivent justifier leurs nouvelles acquisitions dans les Caraïbes et le Pacifique. C'est le corollaire Roosevelt — président de 1901 à 1909 — qui justifie alors certaines exceptions quant à la neutralité dans certaines interventions des grandes puissances. Parallèlement, Roosevelt avait annoncé dès 1901 la doctrine du Big Stick (« gros bâton ») — par laquelle les États-Unis affirment leur hégémonie économique sur tout le continent américain de l'Alaska à la Terre de feu.
En observant la politique des États-Unis d'avant 1914, on constate un grand pragmatisme lié aux secteurs économiques et militaires et à la volonté d'une assurance hégémonique internationale. En aucun cas la colonisation n'est justifiée (comme en Europe au XIXe siècle) par la supériorité morale ou religieuse du « chrétien blanc ». Néanmoins, la doctrine du « gros bâton » annonce une prise de conscience, celle d'être devenu une grande puissance mondiale, prise de conscience qui sera amplifiée par les deux guerres mondiales. Aujourd'hui, la tentation est grande de confondre colonisation (processus actif) avec américanisation (processus culturel passif dans la mesure où il est accepté en tant que norme), réveillant ainsi les tensions anti-américanistes ou anti-occidentales. De l'autre côté, la confusion entre justice et valeurs occidentales chrétiennes, globalisation et matérialisme, structure un fort sentiment anti-islamique renforcé par le risque de retour d'une colonisation politique active au Moyen-Orient par exemple[non neutre].

##### L’expansion continentale
La colonisation des territoires indiens.

##### L’expansion dans le Pacifique
- Les Philippines
- Les îles Hawaï

### Les colonisateurs asiatiques

#### La Chine et la colonisation du Tibet
Les relations sino-tibétaines remontent au moins au IXe siècle, au cours est passé un traité de paix entre le royaume du Tibet et la dynastie Tang de l'empire chinois.
La colonisation débute et fait suite à l'invasion du Tibet (Ü-tsang, Amdo et Kham) de 1950.
La colonisation est dénoncée par l'essentiel de la diaspora tibétaine, notamment en Inde, mais aussi dans le monde occidental, ainsi qu'une grande partie de la population ethniquement tibétaine résidant en Chine.
Le gouvernement central chinois ne considère pas les flux de population Han vers la région autonome du Tibet comme une colonisation de quelconque nature (et encore moins vers les provinces du Qinghai, et du Sichuan), puisqu'elles font actuellement partie de la république populaire de Chine.
Voir Histoire du Tibet : libération-modernisation ou invasion-colonisation ?

#### L'Inde et la colonisation du Sikkim
Le Sikkim est un ancien royaume indépendant, et pris par l'Inde en 1975. Historiquement, le Sikkim ne faisait jamais partie de l'Inde avant l'invasion de l'Inde en 1975, ce qui n'a pas empêché l'Empire britannique de le rattacher à l'Empire des Indes.

#### Le Japon
- La Mandchourie : lire conquête de la Mandchourie par le Japon ;
- La Corée ;
- À partir de 1937, invasion du reste de la Chine ;
- Les campagnes du Pacifique pendant la Seconde Guerre mondiale.

Alors que l'Occident a développé une justification morale à sa domination coloniale par l'idéologie de la mission civilisatrice, si lourde à porter qu'elle se désigna sous les termes du « fardeau de l'homme blanc », l'empire du Japon a lui aussi, jusque 1945, fait reposer ses conquêtes militaires sur l'avènement d'une communauté de destins rédemptrice et profitable à tous les peuples de l'Asie : la « sphère de coprospérité de la grande Asie orientale » ; cette communauté s'entendait dans la pratique profitable… sous sa domination.

### Les colonisateurs africains
À la suite de la Première Guerre mondiale, l'Afrique du Sud a obtenu un mandat sur le Sud-Ouest africain allemand (aujourd'hui Namibie) en 1920. Elle y installa l'Apartheid, mais dut renoncer définitivement à son protectorat en 1990.

### Les colonisateurs européens
La colonisation européenne est une manifestation des rivalités entre ces grandes puissances. Les États colonisateurs se sont d'abord concurrencés et combattus (corsaires français et britanniques contre les Espagnols aux Antilles, les Néerlandais contre les Portugais aux Indes et en Indonésie, les Français contre Britanniques aux Indes et au Canada).
Les missionnaires ont joué un rôle important dans l'expansion coloniale : un prêtre était présent dans la première expédition de Christophe Colomb, et les Jésuites ont acquis une grande influence aux Indes, en Chine et au Japon. Les missionnaires protestants (britanniques, norvégiens ou américains) ont joué un rôle important à Madagascar, en Chine ou à Hawaï. Ces actions participent d'initiatives privées et d'une volonté de répandre la parole du Christ, mais l'État, à travers son armée, est souvent présent pour les protéger (en Cochinchine et en Afrique noire notamment).
Les explorateurs, comme le Britannique Mungo Park en Afrique occidentale, ou David Livingstone en Afrique centrale, jouèrent un rôle d'avant-garde dans l'expansion coloniale.
La colonisation française n'a pas fait oublier la perte de l'Alsace-Lorraine en 1871, mais elle a pu compenser ou tenter de compenser la défaite française,. 
L’Angleterre fait de son empire économique la base de sa puissance politique ; le contrôle d'un territoire allant de l'Égypte à l'Afrique du Sud en passant par le Soudan visait à sécuriser la route des Indes qui passait par Le Cap. L'Allemagne, dont l’unité date de 1871, cherche à s’affirmer comme grande puissance mondiale.
La colonisation conduit d’ailleurs à des crises annonciatrices de la Première Guerre mondiale (Fachoda entre la France et la Grande-Bretagne, les deux crises marocaines d’Agadir et de Tanger entre la France et l'Allemagne).
À la suite de ces conflits, ils choisissent de s'entendre :
- pour le partage des territoires à coloniser (conférences de Bruxelles et de Berlin (organisée par le chancelier Bismarck) au XIXe siècle). La conférence de Berlin regroupe plus de 14 nations et a pour but de définir les règles de la colonisation : pour qu'il y ait colonie, il faut l'occupation effective du territoire (c'est en d'autres termes légitimer le partage de l'Afrique) ;
- pour l'administration en commun de certaines colonies (condominiums britanno-égyptien du Soudan et britanno-français des Nouvelles-Hébrides).

#### La colonisation allemande
En Amérique :
En Afrique :
- Afrique orientale allemande : Tanganyika (Tanzanie continentale + Rwanda + Burundi)
- Sud-Ouest africain (Namibie) (1884-1915)
- Togo (1884-1914)
- Cameroun

En Asie :
- Qingdao (en Chine)

En Océanie :
- Kaiserine (Papouasie-Nouvelle-Guinée) (1884-1914)
- Îles Salomon (1886-1899)
- Samoa occidentales (1899-1914)
- Îles Marshall (1885-1914)
- Îles Carolines (Micronésie) (1899-1914)
- Îles Mariannes
- Palaos

Le nazisme et la volonté d'expansion à l'est : l'expansion du Troisième Reich vers l'est ne relève pas seulement de l'état de guerre qui conduirait à l'occupation provisoire de territoires à des fins stratégiques. La doctrine nazie prônait l'expansion vers l'est avec pour but l’extermination des populations slaves qui devaient être remplacées par des colons allemands destinés à cultiver les larges plaines d'Ukraine et de Russie.

#### La colonisationbelge
- La république démocratique du Congo
- Le Rwanda
- Le Burundi
- Le Guatemala

#### La colonisation britannique

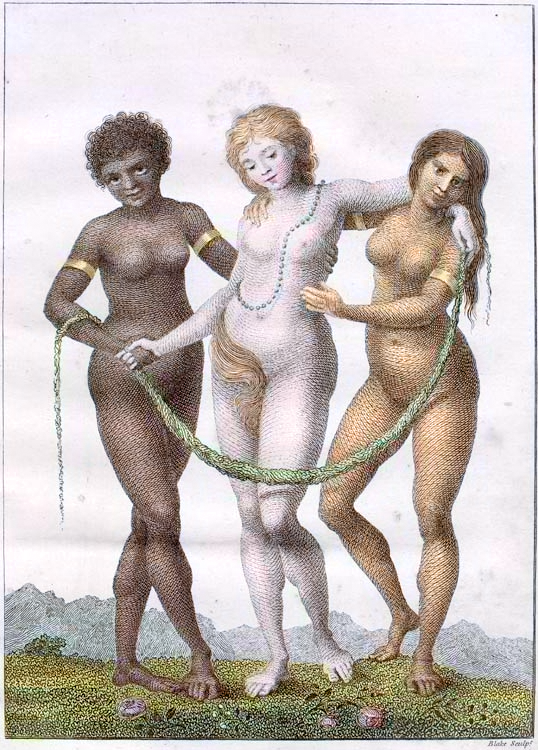
Gravure de William Blake, représentation allégorique d'un point de vue sur la colonisation européenne : l'Europe soutenue par l'Afrique et l'Amérique (1796), illustrant un ouvrage de John Gabriel Stedman racontant une expédition de cinq ans (1772 à 1777) au Guyana contre les esclaves noirs révoltés du Suriname.

L'Empire britannique est l'empire colonial le plus étendu au monde à partir de 1763. Au XIXe siècle il est sur tous les continents (on dit, comme pour l'Empire espagnol ou l'Empire français, que le soleil ne s'y couche jamais), s'étend sur environ 33 millions de km2 (22 % des terres émergées) et 458 millions d'habitants dont la majorité se trouve aux Indes.
Tout d'abord, le Traité de Paris, mettant fin à la Guerre de Sept Ans, permet aux Britanniques de s'emparer de l'Amérique du Nord française et des établissements français en Inde, laissant à ses derniers que quelques comptoirs en Inde comme Pondicherry ou Karikal. Cette période permet au Royaume-Uni de consolider son empire colonial asiatique. C'est vers 1870-1880 que l'empire colonial anglais prend racine en Afrique. Car, si à partir de 1815 les possessions se limitaient au Cap, elles s'étendent ensuite vers l'intérieur : Botswana, Rhodésie, etc. L'empire colonial britannique est alors à son apogée.
Les formes colonisatrices sont alors, pour l'Angleterre, de nature économique[réf. souhaitée].
- Les Amériques

- L'Inde

- En Afrique
- Au Moyen-Orient
- L'Australie
- La Nouvelle-Zélande
- Tentatives d'implantation en Chine

#### La colonisationespagnole
- Le Pérou
- Le Mexique

#### La colonisationfrançaise
Sous la monarchie s'est formé le Premier espace colonial. Napoléon III a conduit à la formation du Second espace colonial.

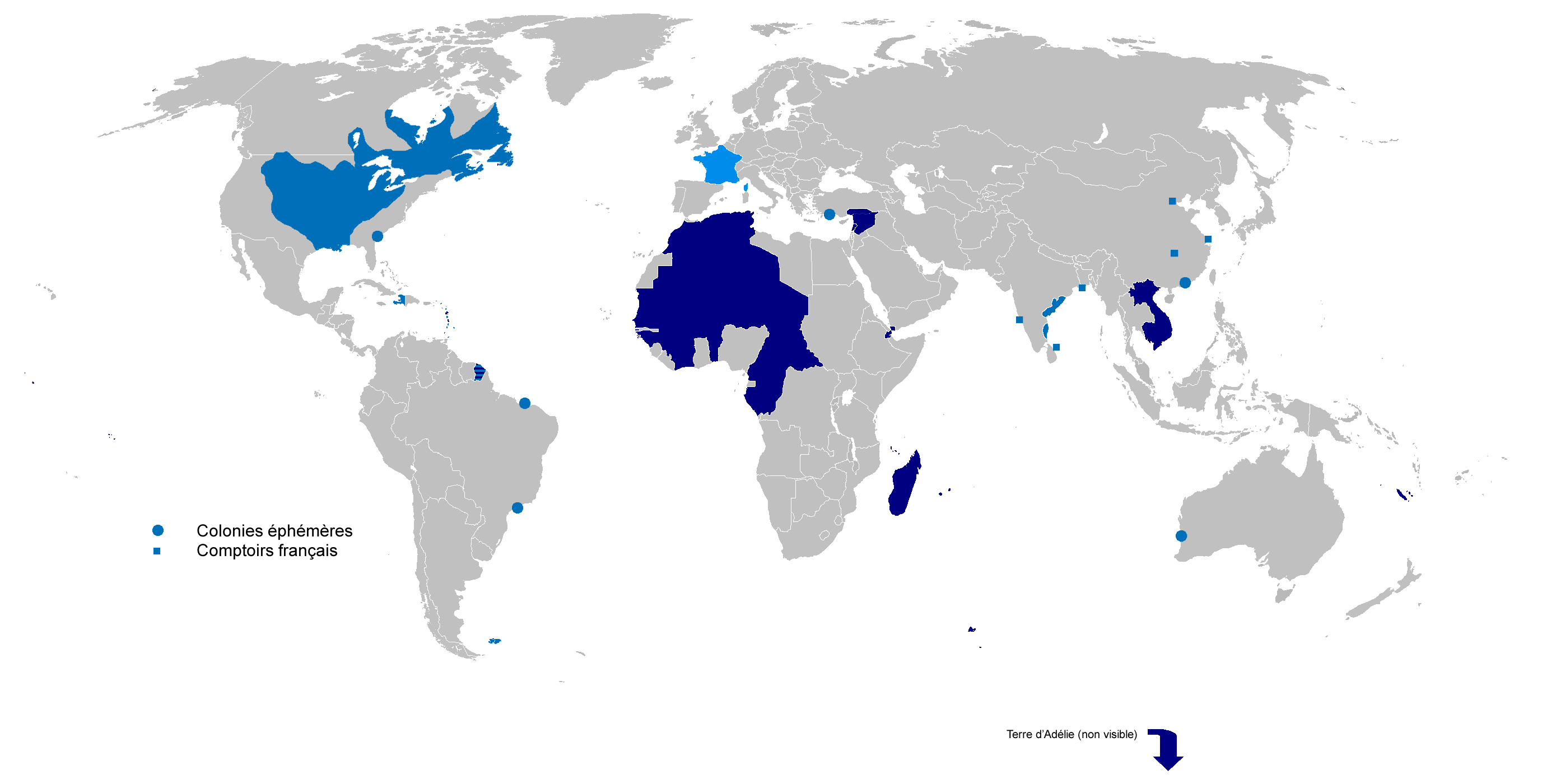
Évolution de l'Empire colonial français
Premier espace colonial
Second espace colonial

##### Premier espace colonial français
Le premier espace colonial français est issu des conquêtes monarchiques motivées par :
- la rivalité de puissance avec l'empire austro-espagnol de Charles Quint qui s'était octroyé le monopole de l'Amérique
- la propagation de la foi catholique
- les cultures exotiques notamment sucre, café, indigo), nécessitant une main d’œuvre africaine.

À la Révolution, s'opposent les partisans du réalisme économique (pas de colonies sans esclaves) et ceux des principes égalitaires (« périssent les colonies plutôt qu'un principe »).
- Colonies américaines, la Louisiane, le Québec, les Caraïbes, la Guyane

- Les comptoirs indiens

##### Second espace colonial français

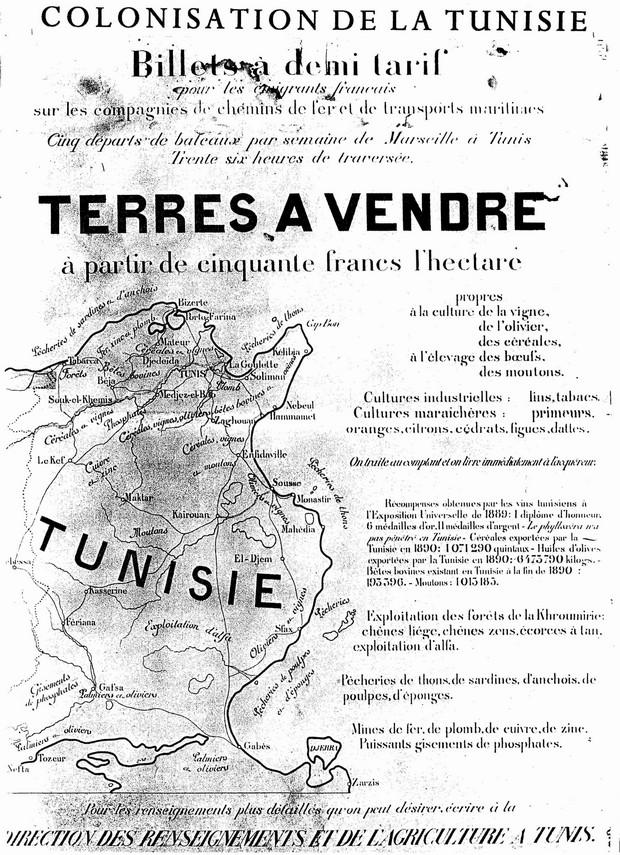
Affiche incitant les Français à immigrer en Tunisie dans le cadre de la colonisation, vers 1890.

La superficie du domaine colonial triple sous le Second Empire de Napoléon III et de son ministre de la Marine et des Colonies Chasseloup-Laubat, atteignant un million de kme pour cinq millions d'habitants[réf. nécessaire].
L'Union française de 1946 vise une intégration plus grande des colonies dans la République, leurs élites et populations ne se satisfaisant plus du "fait colonial".

#### Décolonisation
Entre 1954 (accords de Genève) et 1962 (accords d'Évian), la décolonisation de l'Afrique occidentale et de l'Asie diminue de 95 % l'outre-mer français, désormais limité aux départements d'outre-mer, déjà intégrés à la République, aux colonies du Pacifique, et à quelques possessions résiduelles. Entre 1975 et 1980, trois colonies obtiennent l'indépendance, achevant la décolonisation de l'Afrique : les Comores sauf Mayotte, les Afars et Issas et les Nouvelles-Hébrides.
- Le Maghreb

- L'Indochine

- L'Afrique noire

- Madagascar
- L'île de la Réunion
- L'île Saint-Louis

#### La colonisationitalienne
- L'Éthiopie
- L'Érythrée
- La Libye
- La Somalie
- L'Albanie
- Le Dodécanèse

#### La colonisationnéerlandaise
- L'Indonésie, l'océan Indien (île Maurice) et le Pacifique.
- Comptoir commercial sur l'île de Formose (maintenant Taïwan) en 1624.
- Les colonies de la Côte Sauvage sud-américaine : Essequibo, Berbice, Démérara, Pomeroon (du début du XVIIe siècle à 1814), Suriname (en partage avec les Anglais depuis 1581, mais exclusivement depuis 1667) et Cayenne (1654-1664).
- Les Antilles néerlandaises : Aruba, Curaçao, Bonaire, Saint-Martin, Saint-Eustache, Saba, Sainte-Croix et Tobago.
- La Nouvelle-Néerlande en Amérique du Nord (maintenant le littoral des États du Delaware, de la Pennsylvanie, du New Jersey, du New York et du Connecticut).
- La Nouvelle-Hollande, nom des possessions néerlandaises au Brésil entre 1624 et 1654.

#### La colonisationportugaise
- L'Amérique du Sud.

- Empire colonial portugais
- L'Angola
- Le Mozambique
- Macao (Chine)
- Le Timor oriental
- Le Cap-Vert
- Sao Tomé-et-Principe
- La Guinée-Bissau
- Goa, Daman et Diu (Indes portugaises)
- Une partie de l'Uruguay
- Découverte pour les Européens de l'île de Formose (la « Belle »), aujourd'hui Taïwan, en 1590.

#### La colonisation russe
- En Asie : le Caucase est depuis l'origine de l'Empire russe une région stratégique vers l'accès aux mers chaudes et la Sibérie avec ses immenses espaces et ses grandes ressources est l'équivalent du Far-West pour la Russie où elle affronta en outre l'Empire de Chine avec succès pour le contrôle de ses territoires.
- L'Amérique du Nord : l'Alaska étant le prolongement naturel de la Sibérie, elle fut, tout comme la côte ouest de l'Amérique du Nord, explorée puis colonisée par les Russes, mais elle fut finalement vendue aux États-Unis en 1867.

- En Bessarabie : La Bessarabie, partie intégrante de la principauté de Moldavie, fut annexé en 1812. Elle fut, dès lors, soumise à un intense processus de russification et de colonisation.

#### Sur la colonisation en général
- Guy Pervillé, «Qu'est-ce que la colonisation ?», Revue d’histoire moderne et contemporaine, tome 22, no 3, juillet-septembre 1975. p. 321-368.
- Frederick Cooper (trad. de l'anglais par Christian Jeanmougin), Le colonialisme en question : théorie, connaissance, histoire [« Colonialism in Question. Theory, Knowledge, History »], Paris, Payot, 2010, 426 p. (ISBN 978-2-228-90516-9).
- Samia El Mechat (dir.), Les administrations coloniales — Actes du Colloque de l'IHTP, Presses universitaires de Rennes, 2009
- Bouda Etemad, La possession du monde : Poids et mesures de la colonisation, XVIIIe – XXe siècles, Bruxelles, Complexe, coll. « Questions à l'histoire », 2000, 352 p. (ISBN 978-2-87027-783-6).
- Bouda Etemad, De l'utilité des empires : Colonisation et prospérité de l'Europe (XVIe – XXe siècle), Paris, Armand Colin, 2005, 332 p. (ISBN 978-2-200-26640-0).
- Bouda Etemad, Crimes et réparations : L'Occident face à son passé colonial, Bruxelles, André Versaille, 2008, 203 p. (ISBN 978-2874950032),.
- Bouda Etemad, L'héritage ambigu de la colonisation : Économies, populations, sociétés, Paris, Armand Colin, coll. « Collection U », 2012, 238 p. (ISBN 9782200281335, lire en ligne).
- Bouda Etemad, Empires illusoires : Les paris perdus de la colonisation, Paris, Vendémiaire, coll. « Chroniques », 2019, 235 p. (ISBN 978-2-36358-326-0).
- Marc Ferro (Éd.), Le livre noir du colonialisme. XVIe siècle : XXIe siècle : de l’extermination à la repentance, Paris, Robert Laffont, 2003, 843 p. (présentation en ligne)
- Jacques Frémeaux, De quoi fut fait l'empire : Les guerres coloniales au XIXe siècle, Paris, CNRS éditions, coll. « Histoire », 2010, 576 p. (ISBN 978-2-271-07494-2).
- Jacques Frémeaux, Les empires coloniaux : une histoire-monde, Paris, CNRS éditions, coll. « Biblis » (no 29), 2012, 2e éd. (1re éd. 2002), 564 p. (ISBN 978-2-271-07494-2).

#### Sur la colonisation française en général
- Denis Diderot, Supplément au voyage de Bougainville, une critique de la colonisation
- Jacques Marseille, Empire colonial et capitalisme français : Histoire d'un divorce, éd. Albin Michel, 1984
- Pierre Singaravélou, L'École française d'Extrême-Orient ou l'institution des marges. Essai d'histoire sociale et politique de la science coloniale (1898-1956) ; Paris, L'Harmattan, 1999, 382 p.
- Claude Liauzu (dir.) et al., Colonisation : droit d'inventaire, Paris, Armand Colin, 2004, 352 p.
- Gilles Manceron, Marianne et les colonies : Une introduction à l'histoire coloniale de la France, La Découverte, 2005
- Nicolas Bancel (dir.), Pascal Blanchard (dir.), Sandrine Lemaire (dir.) et Dominic Thomas (dir.), Histoire globale de la France coloniale, Philippe Rey, 3 novembre 2022, 864 p. (ISBN 978-2-84876-980-6, présentation en ligne)
- Pierre Singaravélou (dir.), Arthur Asseraf, Guillaume Blanc, Yala Kisukidi et Mélanie Lamotte, Colonisations : Notre histoire, Paris, Seuil, 2023, 720 p. (EAN 9782021494150, présentation en ligne)
- Sandrine Lemaire, Pascal Blanchard, Nicolas Bancel, Alain Mabanckou et Dominic Thomas, Colonisation & Propagande : Le pouvoir de l’image, Le Cherche Midi, 2022, 286 p. (ISBN 978-2-7491-7227-9, présentation en ligne)

#### Sur l’Afrique
- René Pierre Anouma, « L'impôt de capitation en Côte d'Ivoire de 1900 à 1908 : modalités et implantations d'un instrument de politique et économie coloniale», Annales de l'Université d'Abidjan, t III., 1975, p. 121-140.
- Jordane Bertrand, Histoire des indépendances africaines et de ceux qui les ont faites, Paris, Afromundi, 2010, 137 p. (ISBN 978-2-919-21500-3)
- Olivier Grandmaison, Coloniser, exterminer : sur la guerre et l'état colonial, Paris, Fayard, 2005, 372 p. (ISBN 978-2-213-62316-0)
- Olivier Le Cour Grandmaison, De l'indigénat — Anatomie d'un « monstre » juridique : le droit colonial en Algérie et dans l'Empire français, 2010
- Robert Louzon, Cent ans de capitalisme en Algérie (1830-1930) : histoire de la conquête coloniale, La Bussière, Acratie, coll. « Hoistoire de la conquête coloniale », 2014, 71 p. (ISBN 978-2-909-89946-6)
- Benjamin Stora, Histoire de l'Algérie coloniale : 1830-1954, Paris, La Découverte, coll. « Repères » (no 102), 1991, 126 p. (ISBN 978-2-707-12041-0)
- Samia El Machat (préf. André Nouschi), Tunisie les chemins vers l'indépendance (1945-1956), Paris, L'Harmattan, coll. « Histoire et perspectives méditerranéennes », 1992, 279 p. (ISBN 978-2-738-41238-6, lire en ligne)
- Paul Leroy-Beaulieu, L'Algérie et la Tunisie, Guillaumin, 2e édition, Paris 1897
- Samia El Mechat, Les relations franco-tunisiennes, 1955-1964, L'Harmattan, 2005
- Daniel Lefeuvre, Chère Algérie, Flammarion
- Aimé Césaire, Discours sur le colonialisme, Présence Africaine, 1955
- Frantz Fanon, Les Damnés de la Terre, La découverte, 1961
- Adam Hochschild, Les fantômes du roi Léopold — Un holocauste oublié, éd. Belfond, Paris, 1998
- Vincent Joly, Le Soudan français de 1939 à 1945 : une colonie dans la guerre, éditeur Karthala, Paris, 2006
- Sven Lindqvist, Exterminez toutes ces brutes, éd. des Arènes, Paris, 2007
- David El Kenz (dir.), Nicolas Beaupré, Elena Benzoni, François Bérenger et al., Le massacre, objet d'histoire, Gallimard, Paris, 2005
- Yves Benot, Massacres coloniaux. 1944-1950 : la IVe république et la mise au pas des colonies françaises, éd. La Découverte, Paris, 1994
- Albert Memmi :
  - Portrait du colonisé, précédé du portrait du colonisateur, éd. Corréa, 1957
  - L'Homme dominé, éd. Gallimard, 1968
  - Portrait du décolonisé arabo-musulman et de quelques autres, éd. Gallimard, 2004
- Serge Bilé, Noirs dans les camps nazis, éd. Le Serpent à plumes, 2005
- Mamadou Koulibaly, Les Servitudes du pacte colonial, éd. N.E.I, Abidjan, 2005
- Jacques Tronchon, L’Insurrection malgache de 1947, éd. François Maspero, 1974
- Gilbert Comte, L'Empire triomphant 1871-1936 : Afrique occidentale et équatoriale, éd. Denoël, 1988
- Félicien Challaye, Souvenirs sur la colonisation, éd. Picart, Paris, 1935
- Dr Weisgerber, Au seuil du Maroc moderne, éd. La Porte, Rabat, 1947 et 2004
- Catherine Coquery-Vidrovitch, L'Afrique noire de 1800 à nos jours, éd. Nouvelle Clio, 1974

#### Sur l’Amérique du Nord
- Howard Zinn, « Une histoire populaire des États-Unis »

#### Sur l'Amérique du Sud
- Pierre Chaunu, Conquête et exploitation des nouveaux mondes, PUF, Paris, 1969
- Giuliano Gliozzi, Adam et le Nouveau Monde. La naissance de l'anthropologie comme idéologie coloniale : des généalogies bibliques aux théories raciales (1500 - 1700), 2000
- Ruggerio Romano, Les Conquistadores, les mécanismes de la conquête coloniale, Paris, 1972
- Bartolomé Diaz de las Casas, Brève relation de la destruction des Indes
- Inca Garcilaso de la Vega, Commentaires royaux sur le Pérou des Incas
- Bernal Díaz del Castillo, L'Histoire véridique de la Conquête de la Nouvelle Espagne
- Nathan Wachtel, La Vision des vaincus. Les Indiens du Pérou devant la Conquête espagnole 1530-1570, éd. Gallimard, 1971, 395 p.  (ISBN 978-2-07-032702-7)

#### Bases de données et dictionnaires
- Ressource relative à l'audiovisuel :   - France 24
- Ressource relative à la santé :   - WikiSkripta
- Notices dans des dictionnaires ou encyclopédies généralistes :   - Dizionario di Storia
  - Gran Enciclopedia Aragonesa
  - Larousse
  - Universalis
- Notices d'autorité :   - BnF (données)
  - LCCN
  - GND
  - Espagne
  - Israël
  - Tchéquie
  - Lettonie